# Дуаньфан
Дуаньфан (кит. 端方, пиньинь Duānfāng, в транскрипции Уэйда-Джайлза Tuan-fang; 20 апреля 1861 — 27 ноября 1911) — политик и реформатор позднего периода Цин. Известен также как коллекционер китайского и древнеегипетского искусства.
Из рода сановников Белого знамени китайского происхождения (ханьцзюнь), его дядя был наставником императора Тунчжи. С 1882 года Дуаньфан состоял на государственной службе, преимущественно в Министерстве общественных работ (с перерывом в 1885—1889 годах). Во время «Ста дней реформ» 1898 года оказался в стане сторонников Кан Ювэя и Лян Цичао, был назначен главой правительственного Бюро промышленности, торговли и сельского хозяйства. После переворота императрицы Цыси Бюро было ликвидировано, а Дуаньфан был переведён в Шэньси финансовым комиссаром, далее исполнял обязанности губернатора. Осуществлял эвакуацию императрицы Цыси и императора Гуансюй в Сиань, обеспечивал их размещение и охрану. В 1901—1904 годах служил губернатором Хубэя, в первой половине 1905 года — Хунани; параллельно исполнял обязанности генерал-губернатора Хугуана (1902—1904) и Лянцзяна (1904). В 1905 году включён в состав миссии по изучению опыта конституционного правления, посетил Японию, США, Великобританию, Францию, Италию, Германию и Россию. После возвращения служил генерал-губернатором Лянцзяна, в 1909 году назначен генерал-губернатором столичной провинции Чжили, но быстро был снят с должности. В 1910 году организовал первую промышленную выставку в Нанкине. Весной 1911 года назначен управляющим строящейся железной дороги Гуанчжоу — Ханькоу — Чэнду. Интриги вокруг строительства сыграли большую роль в подготовке Синьхайской революции. После начала революции Дуаньфан был назначен командующим императорской армией в Сычуани, и был убит своими подчинёнными. После смерти был возведён в достоинство гуна с титулами «Верный и Способный».
Дуаньфан был одним из немногих маньчжурских сановников, осознавших необходимость модернизации. Основал Цзинаньский университет, создал первые в Хубэе и Хунани публичные библиотеки, основал первый в Китае детский сад и стоял у истоков женского образования. Один из первых организаторов промышленных выставок в Китае. Покровительствовал Кан Ювэю и Лян Цичао, Лю Шипэй и Цзэн Пу одно время служили его секретарями.
Дуаньфан был известен как коллекционер антиквариата. Одним из первых он осознал значимость древних гадательных надписей и археологических древностей. Интересовался также Древним Египтом, и был первым китайцем, приобретавшим египетские древности. В 1909 году издал каталог своей коллекции, в том числе описание 430 древних бронзовых изделий. Издавались также каталоги нефритовых изделий и печатей, создаваемых ведущими антикварами Китая своего времени. Основная часть коллекций Дуаньфана была его наследниками продана в Метрополитен-музей. Оставшееся рукописное и эпистолярное наследие князя хранится в Первом историческом архиве КНР в Пекине, в Тайбэе в 1967 году издавалось 4-томное собрание его меморандумов трону.

## Ранняя биография (1861—1898)

### Происхождение. Начало карьеры

Белое знамя, к которому принадлежало семейство Дуаньфана

Предки Дуаньфана принадлежали к привилегированному сословию «знамённых», клана Тохоро (кит. трад. 託濶羅, упр. 托活罗, пиньинь tuōhuóluò, палл. Тохоло) Белого знамени, однако были ханьцзюнями — этническими китайцами из Чжэцзяна, перешедшими в начале XVII века в маньчжурское подданство; изначальная фамилия их Тао (кит. 陶). Прадед носил титул циньвана и одно время исправлял должность начальника девяти городских врат Пекина. Отец — Гуйхэ — получил классическое образование и был удостоен высшей конфуцианской степени цзиньши в 24-й год правления императора Цзяцин, служил далее магистратом в столичной провинции Чжили. Дуаньфан родился в Маньяне (ныне уезд Фэнжунь) в 11-й день третьей луны 11-го года правления под девизом Сяньфэн (20 апреля 1861 года). В младенчестве его отдали на попечение Гуйцина — дяди по отцовской линии, который входил в ближний круг императрицы Цыси. Далее Тохоро Гуйцин был назначен учителем императора Тунчжи, служил в государственном секретариате Нэйгэ и поднялся до звания министра общественных работ. О детских и юношеских годах самого Дуаньфана почти ничего не известно, по-видимому, он вёл обычную жизнь отпрыска высокопоставленного семейства. Гу Хунмин уже после революции 1911 года пересказывал слухи о похождениях Дуаньфана и его друзей в «весёлых кварталах».
Дуаньфан получил традиционное домашнее образование, включающее изучение конфуцианских классиков, оно продолжалось до 18-летнего возраста. В 1879 году скончался его приёмный отец Гуйцин; Дуаньфану нужно было обеспечивать себя самостоятельно. По заслугам дяди, Дуаньфан был принят в Государственную академию на казённый счёт и распределён на сверхштатную должность Министерства общественных работ. Далее, вместе с кузенами Жунцином и Натуном он занимал невысокие должности в Министерстве наказаний и Министерстве церемоний, последовательно поднимаясь по служебной лестнице. За три года Дуаньфан побывал в штате всех шести министерств цинского правительства, наладив личные связи с министрами и чиновниками. В 1882 году молодой сановник сдал дворцовые экзамены и получил звание юаньвайлан (кит. 員外郎, сверхштатный помощник министра), что открывало большие карьерные перспективы. После этого родственники женили его на старшей кузине Жунцюань; церемония прошла в 28-й день 8-й луны 8-го года Гуансюй, то есть 9 октября 1882 года; что было удостоверено брачным контрактом.
И карьера, и семейная жизнь оказались не слишком удачны: в 1885 году скончался его родной отец Гуйхэ, а на следующий год и мать. Дуаньфан согласно действующему законодательству подал в отставку на время конфуцианского траура. Однако его таланты были замечены генерал-губернатором Шаньдуна Чжан Яовэнем, который подал прошение о его назначении в провинцию до истечения положенных трёх лет траура, но в этом было отказано. Только в 1889 году Дуаньфан был возвращён на службу.
Дуаньфан за счёт наследства и получаемого жалованья сделался довольно состоятельным человеком, и в период траура впервые получил достаточно досуга, чтобы обустроить усадьбу и заняться коллекционированием. В 1887 году дом Дуаньфана описал в своём дневнике его кузен Жунцин. Судя по содержанию переписки и поэтического корпуса сановника, франко-китайская война осталась столичными сановниками незамеченной.

### Дуаньфан и Движение за реформы 1898 года

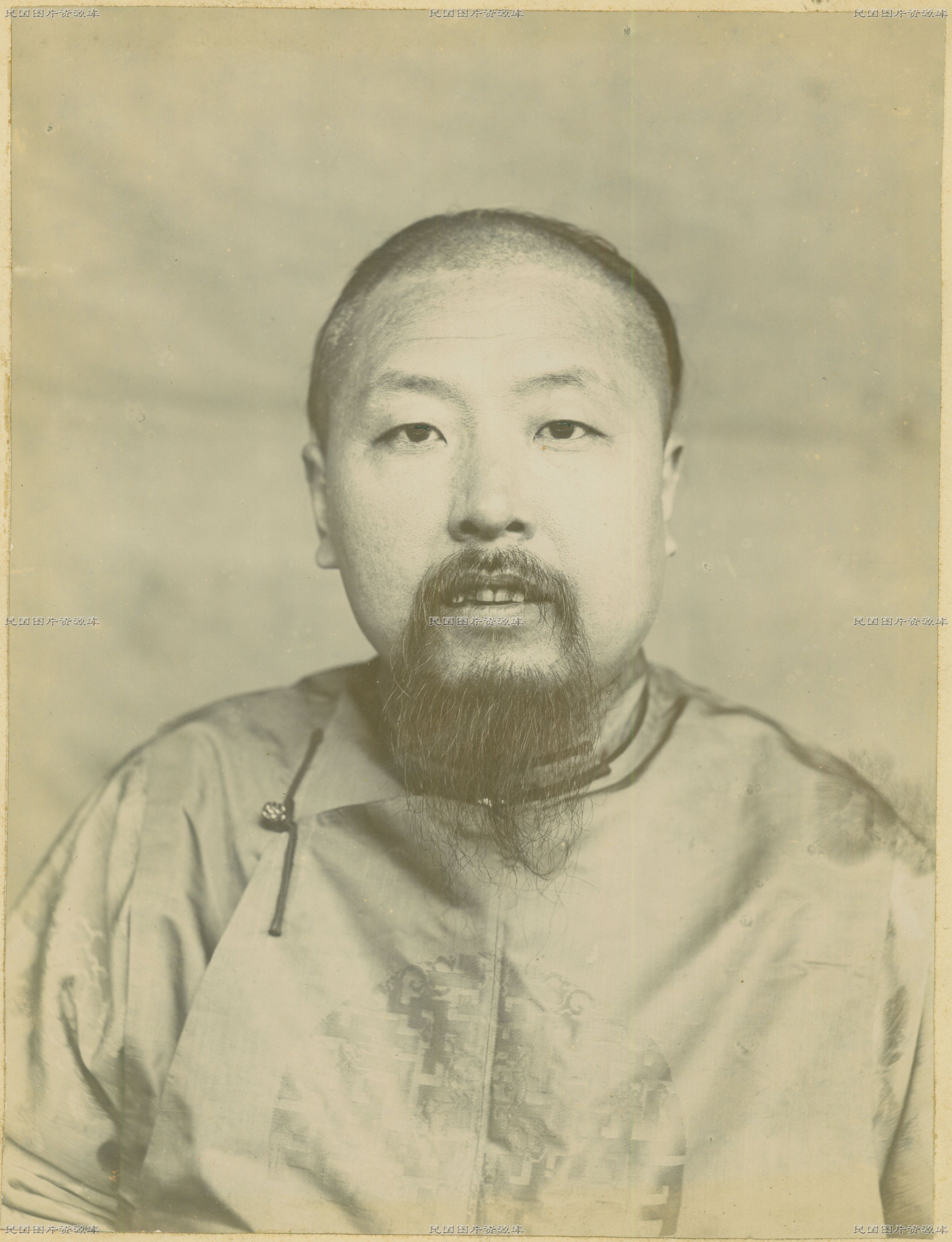
Молодой Дуаньфан

Подытоживая карьеру Дуаньфана до достижения им 40-летия, Чжан Хайлинь отмечал, что рост её происходил плавно, но едва ли он выделялся среди прочих придворных сановников. Сразу после возвращения на службу в 1889 году Дуаньфан возглавил подготовку свадьбы императора Гуансюя. За успешное выполнение задания был удостоен четвёртого чиновного ранга и причислен к штату Министерства общественных работ. В 1891 году был назначен начальником строительного управления и в приказ водного хозяйства, отвечал также за ремонтные работы во дворце. Помимо перечисленного, в том же 1891 году, Дуаньфан был назначен исполняющим обязанности фискального контролёра в Чжанцзякоу. Находясь в Чжанцзякоу, Дуаньфан взял наложницу-китаянку из бедной семьи, по имени Чжан Юймэй. По утверждению биографа Чжан Хайлиня, он испытывал к ней чрезвычайно сильные чувства, однако Юймэй скоропостижно скончалась всего через три месяца. Дуаньфан скорбел и создал несколько сентиментальных стихотворений, которые никогда не издавались. Помимо перечисленных должностей, Дуаньфан заседал в уложенной комиссии и в 1892 году был призван наместником столичной провинции Ли Хунчжаном для упорядочения обложения опиума местного производства. Благодаря успеху, Дуаньфан получил назначение в императорский Военный совет. В 11 луну 1893 года он был повышен до ланьчжуна (кит. 郎中, служащий «внутренних покоев» императора) и Высочайшим указом назначен контролёром казённых арсеналов. В 1894 году на ежегодной императорской аттестации Дуаньфан удостоился первого чиновного ранга и был включён в списки на занятие высших должностей. В 1895 году он был назначен контролировать строительные работы в Дунлине, за что удостоился наград от императрицы Цыси и государя Гуансюй. После поражения Китая в войне с Японией Дуаньфан отправил на Высочайшее имя меморандум, в котором больше рассуждал о мирном строительстве. В 1897 году на императорском юбилее Дуаньфан удостоился Высочайшего поощрения. В третью луну 1898 года Дуаньфан впервые был удостоен императорской аудиенции по представлению наставника государя Вэн Тунхэ и сановника Ганъи.
Благодаря Движению за реформы 1898 года, Дуаньфан вошёл в мир большой политики. 21 августа он был назначен главой вновь созданного Бюро сельского хозяйства, промышленности и торговли (кит. упр. 农工商总局, пиньинь nónggōngshāng zǒngjú, палл. нунгуншан цзунцзюй), не имевшего аналогов в традиционной политической структуре Китая. В его штат был включён У Ханьдин, который служил в Шанхае в Гонконгско-шанхайской банковской корпорации (с английским капиталом), а также Сюй Цзянвэй из Цзяннаньского арсенала, которого Ли Хунчжан посылал на стажировку в Великобританию. В благодарственном меморандуме императору Дуаньфан писал, что ранее господствующие взгляды на то, что только сельское хозяйство является основой экономики, нуждаются в пересмотре. Собственно, проект Министерства промышленности и торговли был предложен Кан Ювэем в меморандуме от 29 января 1898 года, а рядом августовских указов предписывалось развивать предпринимательские инициативы и открывать отделения Бюро в каждой провинции. Существует некоторое количество свидетельств, что Дуаньфана прочили на должность министра коммерции. В дневнике Вэнь Туна описано общение реформаторов с Дуаньфаном, а также упоминалась его тогдашняя коллекция, включавшаяся библиотеку редких юаньских сочинений, и две древних статуи Будды.
21 сентября 1898 года императрица Цыси совершила переворот, положивший конец реформам. Однако за неполный месяц Дуаньфан успел сделать многое для своего учреждения: было разработано штатное расписание и подыскали подходящее помещение для Бюро. Императору было направлено 10 меморандумов. В своих докладных Дуаньфан представил пять основных тезисов относительно реформы: во-первых, комплексное использование достижений западной и японской агротехники, предполагалось закупить американскую технику и нанять японских агрономов. При этом предполагалось большое внимание уделять техническим культурам, особенно шелководству и механизации шелкоткачества. Во-вторых, срочно начать поиск талантливых агрономов в Китае и налаживать их подготовку через систему аграрных училищ и издание журнала сельскохозяйственной тематики. В-третьих, поощрение экспериментов и инноваций. В-четвёртых, — коммерциализация сельского хозяйства. Дуаньфан отмечал, что государство чрезмерно регулирует экономику, и частным торговцам необходимо передать больше полномочий для занятия производством. В-пятых, сельское хозяйство, промышленность и торговля должны развиваться комплексно, а меры по их поддержке должны координироваться. Дуаньфан сообщал императору, что традиционное для Китая производство шёлка и чая сокращается, в том числе потому, что китайцы не разбираются в современной технологии и маркетинге, а конкуренция на международных рынках очень велика. Обычно считается, что местные чиновники проигнорировали императорские указы, однако губернатор Аньхоя Дэн Хуаси заинтересовался проектом комплексного развития земледелия и предпринял первичные меры для его реализации. Чжан Хайлинь даже утверждал, что как реформатор-практик Дуаньфан в известной мере, был более успешен, чем Кан Ювэй и Лян Цичао. Естественно, он был менее радикален, чем главы реформаторского движения, и, как и Юань Шикай, полностью лоялен вдовствующей императрице Цыси. Тем не менее, симпатий к реформаторам и их программе он не терял никогда, и уже в середине 1900-х годов возобновил переписку с Лян Цичао.
После поражения реформаторов, указом 26 сентября 1898 года преобразования были свёрнуты, а 9 октября (на 18-й день после переворота) было приказано отозвать постановление о создании Бюро сельского хозяйства, промышленности и торговли. Дуаньфан, У Ханьдин и Сюй Цзяньвэй потеряли свои посты. Однако Дуаньфан не пострадал: за него вступился генерал-губернатор Чжили Ба Чандао, который состоял в основанном Кан Ювэем «Обществе защиты государства». Кроме того, они поднесли дары начальнику охраны императрицы Жунлу и евнуху Ли Ляньину; Дуаньфан представил императрице верноподданную поэму, восхваляющую её добродетели; эта поэма была напечатана за счёт императорского двора и её текст раздавали участникам государственных экзаменов 1898 года. Это произошло за сутки до издания указа, по которому пособники Кан Ювэя должны были быть сосланы в Синьцзян. В результате Дуаньфан и У Ханьдин были вычеркнуты из проскрипционных списков.

## Провинциальный губернатор (1899—1905)
Для китайской традиционной историографии и продолжающей её традиции историографии КНР характерны разнообразные классификации, а также устойчивые характеристики, прилагаемые к политическим деятелям. Если брать эпоху Поздней Цин (ассоциируемой с правлением императрицы Цыси и её преемников в 1861—1912 годах), то её ведущие деятели получили прозвища «Трёх мясников» (кит. трад. 三屠, пиньинь sān tú, палл. сань ту): Чжан Чжидун, Юань Шикай и Цэнь Чуньсюань. В другой классификации Чжан Чжидуна именовали «утончённым, но не хитрым»; Юань Шикая — «не утончённым, но хитрым», тогда как Дуаньфан прослыл и «хитрым», и «утончённым». Все эти деятели заключили между собой политический альянс, связанный с тем, что в период 1901—1903 года произошло существенное обновление цинского истеблишмента, и была провозглашена политика «нового правления».

### Шэньси

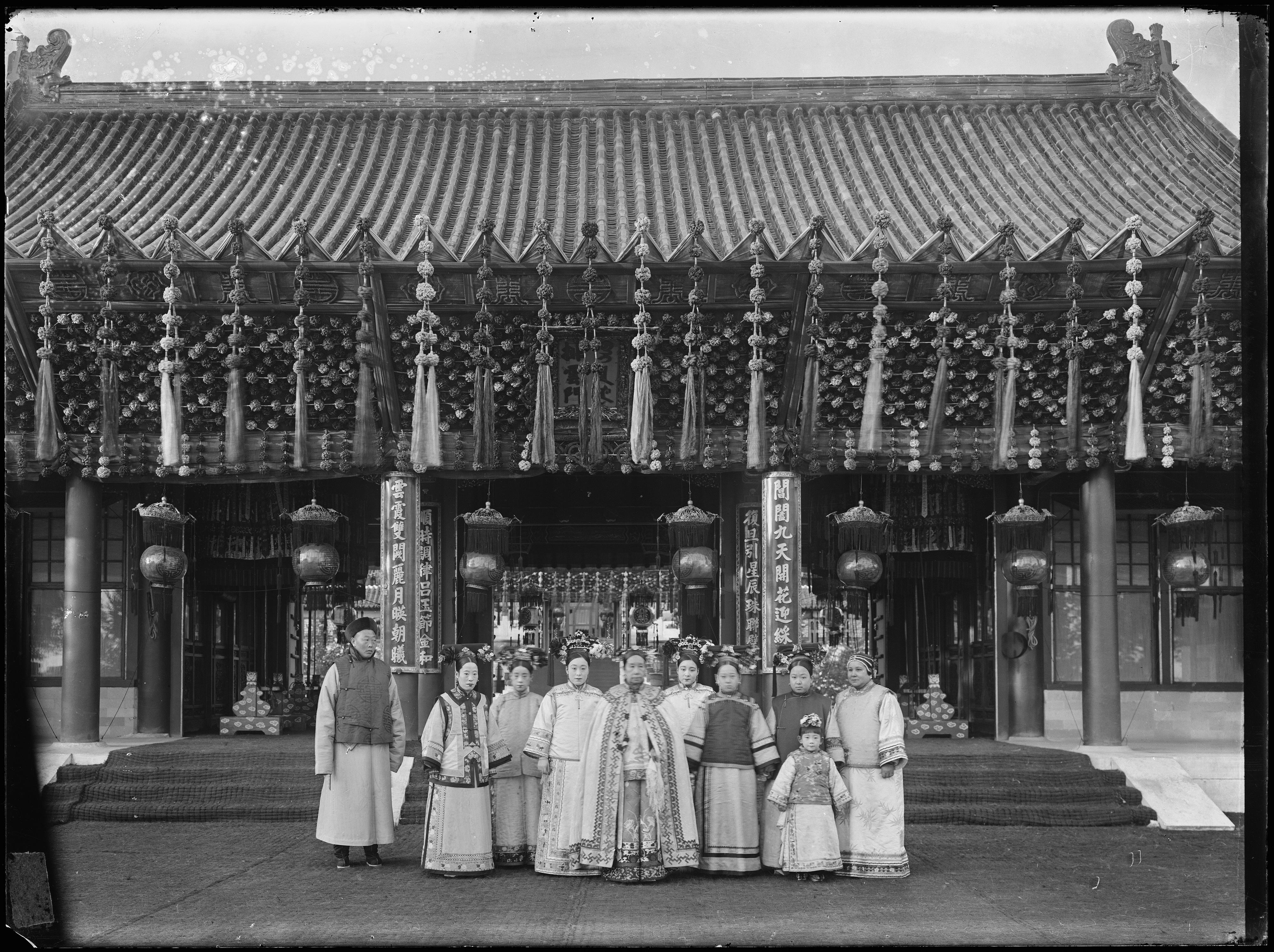
Императрица Цыси в окружении придворных. Фото 1900-х годов

Через два месяца после поражения реформаторов Дуаньфан был назначен в Шэньси на должность инспектора — ревизора местного аппарата власти (кит. упр. 按察使, пиньинь àncháshǐ), и прибыл в Сиань 14 января 1899 года. Следующие десять лет его службы проходили в провинции, и в Пекин он вернулся только в 1909 году. Это не было ссылкой: в 1899 году губернатор Шэньси Вэй Гуантао получил временное назначение генерал-губернатором Шэньси и Ганьсу, а вновь назначенный губернатор ушёл в отставку из-за траура по родителю. Дуаньфану пришлось попутно замещать комиссара по финансовым и гражданским делам (кит. упр. 布政使, пиньинь bùzhèngshǐ), а в течение года он исправлял также должность главы ведомства вассальных территорий. Через некоторое время его назначили временно исполняющим обязанности губернатора сроком на год. В сентябре 1900 года Вэй Гуантао официально был назначен генерал-губернатором двух провинций, тогда как губернатором Шэньси был пожалован Цэнь Чуньсюань (1861—1933) — сын генерал-губернатора Юньнани, этнического чжуана, бывшего в фаворе у Цыси. Сам Цэнь начал службу в Министерстве общественных работ, во время Движения за реформы 1898 года был провинциальным казначеем Гуандуна и Ганьсу, а во время Ихэтуаньского восстания он принудил генерал-губернатора Вэй Гуантао перебросить в Тяньцзинь провинциальные войска и сам возглавил их. Несмотря на то, что число войск было крайне ограниченным, он оказался первым провинциальным военачальником, который открыто перешёл на сторону императрицы после начала военных действий. Тем не менее, в сентябре императрица Цыси и император Гуансюй бежали из Пекина, и через Тайюань отправились в Сиань. Встречей и размещением двора занимался Дуаньфан. Торжественную встречу устроили на Хуанхэ, на границе Шаньси и Шэньси, 19 октября 1900 года. Для перемещения вдовствующей императрицы и царствующего государя были приготовлены три больших ладьи, украшенных парчой. Временному дворцу в Сиане постарались придать вид Запретного города; здесь императорский двор пребывал до 6 октября 1901 года. К этому времени уже разгорелся конфликт Цэнь Чуньсюаня и Дуаньфана, поскольку финансовый комиссар и временный губернатор официально запретил поддержку ихэтуаней под страхом смертной казни, убрал со службы откровенно ксенофобски настроенных чиновников и принял меры для охраны иностранных миссионеров. Более того, главе миссионеров — Мойру Дункану — он отправил официальное письмо, в котором заверял, что будет обеспечивать безопасность, пока находится в должности. Неимущим миссионерам оплатили переезд в Сиань, а в иностранный квартал было введено 200 человек солдат.
Свидетельством покровительства, которое Дуаньфан оказал иностранным проповедникам, стало часовое интервью, взятое у губернатора (он был только что назначен в Хубэй) 24 октября 1901 года евангелистом-валлийцем Гриффитом Джоном. Дуаньфан тогда извинился перед миссионером и сказал, что исполнял свой долг чиновника и конфуцианца, в условиях, когда Китай опозорился перед всем цивилизованным миром. В интервью содержались и некоторые сведения о частной жизни сановника: например, он упомянул, что иностранные оккупанты разграбили его пекинский дом, но добавил, что они не знали, кому усадьба принадлежит. Симпатий к Западу Дуаньфан скрывать не стал, упомянул, что является сторонником реформ, его 17-летний сын изучал английский и французский языки. Отец намеревался отправить его для продолжения образования в Великобританию. Судя по описанию, Дуаньфан в быту и обыкновениях придерживался маньчжурских обычаев.
Чжан Цзюнь утверждала, что возможность для Цыси эвакуироваться в относительно спокойную Шэньси была возможна именно благодаря независимым действиям Дуаньфана. Напротив, в соседней Шаньси исполнили указ о поддержке ихэтуаней, ввергнув провинцию в хаос. В результате Дуаньфан был пожалован женьшенем из рук самой императрицы, а чуть позже удостоен приватной аудиенции. По-видимому, на императрицу произвели впечатление не только энергичные действия губернатора, но и то, что он был «знамённым». После аудиенции он немедленно был командирован в Хэнань для стабилизации обстановки в этой провинции. Вскоре он получил привилегию испрашивать аудиенцию у императрицы в любое время без предварительного приглашения.

### Хубэй

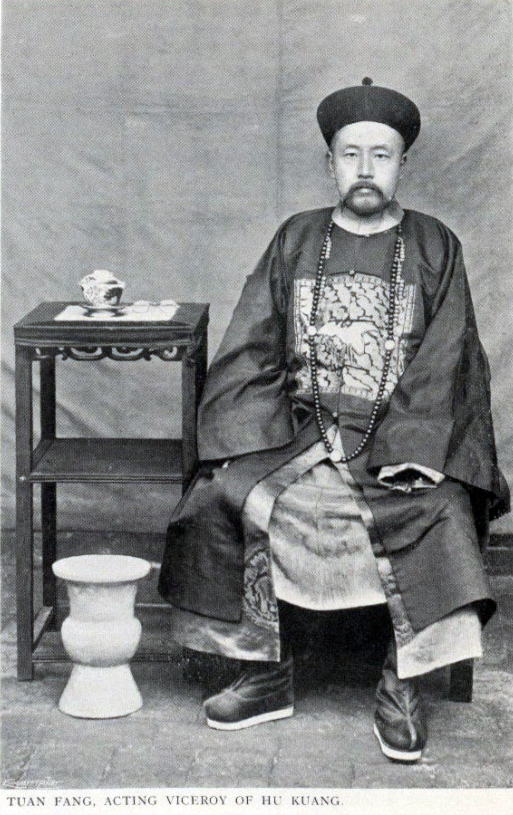
Дуаньфан — генерал-губернатор Хугуана. Фото около 1902 года

#### Финансы
В пятую луну 1901 года Дуаньфан получил назначение губернатором Хубэя. С этих пор его жизнь как политика оказалась тесно связана с элитами Центрального и Южного Китая: главными апологетами вновь провозглашённого курса «Нового правления» были генерал-губернатор Хугуана Чжан Чжидун и генерал-губернатор Лянцзяна Лю Куньи. Назначение было одновременно выгодным и хлопотным. С одной стороны, Хубэй был важнейшим перевалочным пунктом всей транспортной системы Цинской державы, основанной на водных сообщениях, и управление им было важно для любой партии власти. В 1902 году Хубэйский арсенал был освобождён от юрисдикции Цзяннаньского арсенала (в Шанхае), а в Ханькоу имелся металлургический комбинат. С другой стороны, с июля по ноябрь 1901 года по Янцзы прокатилась волна наводнений от Учана до Цзинчжоу, и пришлось предпринимать срочные меры для восстановления дамб и прочих коммуникаций. За три года губернаторства Дуаньфана наводнения повторялись ежегодно, а летнее наводнение 1903 года привело к подъёму уровня воды до 4—5 китайских футов (чжанов), причём, если Учан удалось отстоять, то в других уездах положение было серьёзным. Пришлось мобилизовать крестьян на земляные работы, а также собирать у местных помещиков и купцов деньги для выплат неимущим и раздавать рис. Дуаньфан проводил независимую финансовую политику: когда в начале 1903 года министерство налогов в Пекине потребовало срочно перечислить из Хубэя 20 000 лянов серебром, губернатор отказал, заявив, что восстановление экономики и реформа просвещения требует от 70 до 80 тысяч в год. В действительности этот порядок чисел был заниженным. Так, летом 1903 года Дуаньфан отправил большую группу студентов для получения образования за границей: 15 — в Германию, 8 — во Францию, 9 — в Россию и 6 — в США. По подсчётам Чжан Цзюнь, только годичное содержание этих 38 человек обошлось казне Хубэя в сумму примерно 70—80 тысяч лянов, при том, что полный цикл обучения на Западе длился 5—6 лет. Соответственно, провинции, в которых наиболее интенсивно проводилась модернизация, столкнулись и с наибольшим бюджетным дефицитом. В результате Чжан Чжидун и Дуаньфан постоянно прибегали к нестандартным решениям, например, в 1902—1903 годах бюджет Хубэя получил 14 000 000 лянов за счёт чеканки мелкой медной монеты и ещё 12 000 000 лянов за счёт обложения опиума на внутренней таможне (в период 1903—1905 годов).

#### Провинциальная армия «Восьми знамён» и реформа просвещения

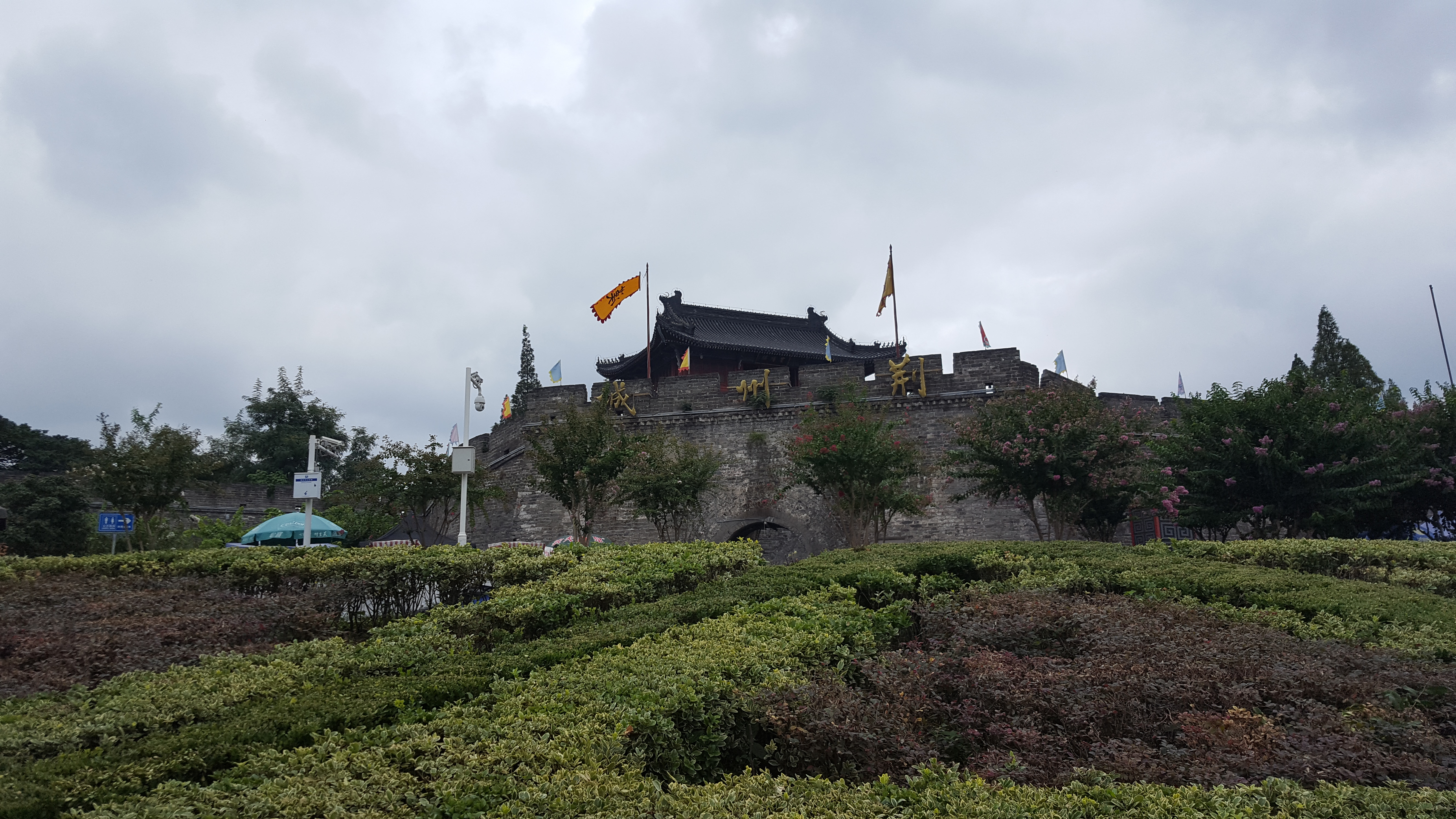
Восточные врата в Цзинчжоу. Фото 2017 года

Независимость Дуаньфана не приводила к гневу императрицы Цыси, поскольку Дуаньфан показал себя как умелый реформатор, в первую очередь, вооружённых сил. В Цзинчжоу, где с XVII века существовал маньчжурский гарнизон, по приказу губернатора была создана «Новая армия, внушающая страх». План её формирования и тренировок был окончательно утверждён в начале 1904 года. Гарнизон Цзинчжоу отправлял 1000 «знамённых» солдат в Учан, где они должны были обучаться по европейским стандартам (винтовки вместо лука и стрел) в течение трёх лет, после чего происходила ротация. К началу Синьхайской революции в 1911 году, «знамённые» всё ещё составляли около 10 % численности от всей армии нового строя в Хубэе. В Цзинчжоу по штату военного министерства полагалось военное училище, которое начало функционировать в 1906 году; оно ежегодно выпускало 90 офицеров для гарнизона Учана. Хубэйская армия была одной из самых модернизированных в Китае, и составляла предмет особых забот как Дуаньфана, так и Чжан Чжидуна, который сменил его на посту генерал-губернатора. Двух маньчжуров ещё в 1902 году отправили в японский Институт Кобун, а в 1904 году Дуаньфан направил 50 курсантов на переподготовку в Японию. Огромное внимание губернатор уделял воспитанию маньчжуров: в 1904 году было открыто восемь начальных военных школ (по одной на каждое из знамён), в каждой из которых предусматривалось по 135 казённых мест; обучение шло в возрасте 7—11 лет, было ещё четыре школы для подростков 11—14 лет. Кроме того, Дуаньфан открыл промышленное училище и школу иностранных языков с пятилетним обучением, что должно было увеличить число возможностей для маньчжуров, поселённых в Цзинчжоу. Однако высшее образование «знамённые» должны были получать в Учане. Развёрнуто оно было на базе основанной Чжан Чжидуном Академии Лянху (кит. 两湖书院). Ещё в пятую луну 24-го года Гуансюй (1898) Чжан Чжидун постановил, что академию следует переориентировать на подготовку чиновников-практиков, разбирающихся в современной политической конъюнктуре. В программу были введены астрономия, геодезия, право, математика, металлургия и химия: предполагалось, что высшие маньчжурские офицеры смогут наладить военное производство на месте. Однако в действительности высшее учебное заведение открыл Дуаньфан во второй день восьмой луны 28-го года Гуансюй (3 сентября 1902 года). Поскольку официально государственные экзамены были отменены лишь в 1905 году, Дуаньфан стал проводить собственные экзамены, на которые приглашались в том числе соискатели, провалившиеся на испытаниях на конфуцианскую степень.
В октябре 1902 года Дуаньфан обнародовал «Директиву о всеобщем образовании в провинции Хубэй» (кит. 《鄂省普及学塾章程并示》) в 24 параграфах. Согласно новому положению предписывалось всех детей школьного возраста отдавать в начальное образовательное учреждение, которое позволило бы в дальнейшем продвигаться на более высокую ступень. В результате в Хубэе открылось более 60 общедоступных школ, содержавшихся либо на частные, либо на бюджетные средства. Денег не хватало: Дуаньфан только для нужд реформирования школ Цзинчжоу заставил чиновников и шэньши пожертвовать 20 000 лянов золота, причём только на содержание школ требовалось не менее 6000 в год. Самым большим новшеством стало основание первого в Китае детского сада и женского педагогического училища в Учане, куда принимали также уроженок Хунани. Лучших выпускниц за казённый счёт отправляли на повышение квалификации в Японию. Для обучения персонала детского сада также выписали специалистов из Японии, а Дуаньфан обращался за консультациями даже к Кано Дзигоро. В том же году в Учане была основана публичная библиотека, для которой закупали современные книги в Шанхае и в Японии; в фондах имелось и около 40 000 китайских книг. Это была одна из немногих провинциальных общедоступных библиотек в эпоху Цин.

#### Дело газеты «Су бао»

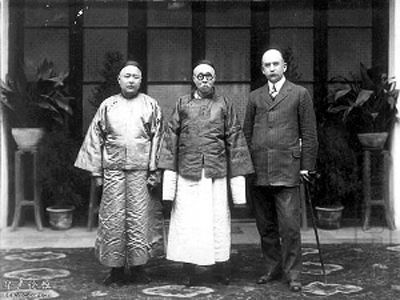
Джон Фергюсон и китайские чиновники

В 1903 году генерал-губернатор Хугуана Чжан Чжидун был отозван в Пекин для работы в Императорском совете, и его должность временно стал замещать Дуаньфан. В этот период началось дело газеты «Су бао» — первый в истории Китая процесс, в котором противостояло государство и физическое лицо. Газету основали оппозиционно настроенные студенты, которые создали в Токио «Национальное общество военного образования», а свою газету они печатали в Шанхайском международном сеттльменте. Ведущими авторами были Чжан Бинлинь и Цзоу Жун, которые в своих статьях открыто призывали к убийству маньчжуров и отрицали любую возможность компромисса с действующей властью. Радикалы обвиняли Кан Ювэя в «пропаганде рабства». Власти Шанхая арестовали шестерых членов редколлегии, включая Чжан Бинлиня, однако международный суд в июне 1903 года вынес сравнительно мягкие приговоры (три года каторги Чжан Бинлиню, два года — Цзоу Жуну, но он умер в тюрьме от чахотки). Цинское правительство стало добиваться экстрадиции осуждённых, чтобы судить их по имперским законам. Переговоры по этому вопросу тянулись пять месяцев, в них были задействованы представители шести западных держав. Сохранились обширные материалы переписки сторон, из которых были опубликованы 199 телеграмм. Оказалось, что 192 из них были адресованы Дуаньфану, а не Вэй Гуантао (генерал-губернатору Лянцзяна), Эньшоу (губернатору Цзянсу) или градоначальнику Шанхая Юань Шусуню. По мнению Чжан Цзюнь, в первую очередь это объяснялось тем, что «Субао» распространяли по учебным заведениям в столице и провинции; Дуаньфану, который был очень глубоко вовлечён в модернизацию просвещения, удалось сорвать планы радикалов. Когда была предпринята попытка организовать всекитайскую забастовку учащихся, в Хубэе занятия в казённых училищах были прерваны лишь на один день, а в частных школах вообще не было реакции на призывы революционеров. Несмотря на то, что Учан располагался далеко от Шанхая, именно через Дуаньфана императорский двор в Пекине получал информацию о деле «Шибао», и, вероятно, именно хубэйский губернатор настоял на аресте Чжан Бинлиня и его коллег. Дуаньфан использовал все имевшиеся у него возможности для организации выдачи Чжан Бинлиня: обратился к Джону Фергюсону в Шанхае и к министру иностранных дел Лян Дунъяню в Пекине. Поскольку британский консул в Шанхае был против экстрадиции, Дуаньфан обратился к корреспонденту «Таймс» в Пекине, чтобы подготовить общественное мнение в Лондоне. Дело, вероятно, было бы решённым, если бы 31 июля 1903 года императрица Цыси лично не отдала приказ об убийстве журналиста Шэнь Цзиня в Пекине. После этого иностранные круги резко изменили мнение об отношении власти и оппозиции в Китае. Тем не менее, Дуаньфан отправил в международный суд в Шанхае двух проверенных иностранных юристов, а контроль осуществлял У Тинфан. Удалось также привлечь на сторону Цинов бывшего главу токийских студентов Ван Цзинфана, который сорвал в Японии большой антиманьчжурский митинг. Впоследствии Ван переехал на службу в Дуаньфану в Хубэй и даже был удостоен конфуцианской степени цзюйжэня без экзаменов. Дуаньфану удалось успокоить политические элиты южных провинций.
Причин большого влияния Дуаньфана было несколько. Будучи провинциальным губернатором, он имел возможность распоряжаться более чем 1500 вакансий чиновников в своём аппарате, которые делились на три категории: штатные должности, личные служащие губернатора и сверхштатные должности, вводимые во вновь создаваемых структурах. Это позволяло оказывать услуги влиятельным лицам в Пекине и провинциальным элитам, «пристраивая» детей и родственников. В эпоху Цин доходы столичных чиновников были стабильно ниже, чем у провинциальных, поэтому пекинские уроженцы и «знамённые» стремились работать на местах. Так создавались сложные сети личных связей и отношений, включающих две, а иногда и три стороны. Одновременно Дуаньфан принадлежал к трём придворным группировкам: «Маньчжурских талантов» (в силу происхождения и интеллекта), «Южных губернаторов» (всегда подчёркивая связи с Чжан Чжидуном) и «Клике князя Икуана» (благодаря побратимству с братом Юань Шикая). Принадлежность к группировкам предоставляла большие материальные и властные ресурсы, и была незаменима для карьеры. Благодаря близости к столичным кругам и созданию личной клиентелы, Дуаньфан мог решать проблемы на разных уровнях, иногда мобилизуя ресурсы огромных сообществ. Обратной стороной были значительные расходы, которые нёс патрон. Жалованье преподавателя самого низкого ранга в Академии Лянху в Учане было 250 лянов серебра в год, что равнялось стоимости 5000 китайских фунтов риса. Профессоры и администраторы имели жалованье 1200 лянов серебром, тогда как иностранным инженерам и военным инструкторам платили от 3600 до 4000 лянов. Таким образом, только Академия требовала не менее 60 000 лянов в год.

### Цзянсу. Инспекция Теляна

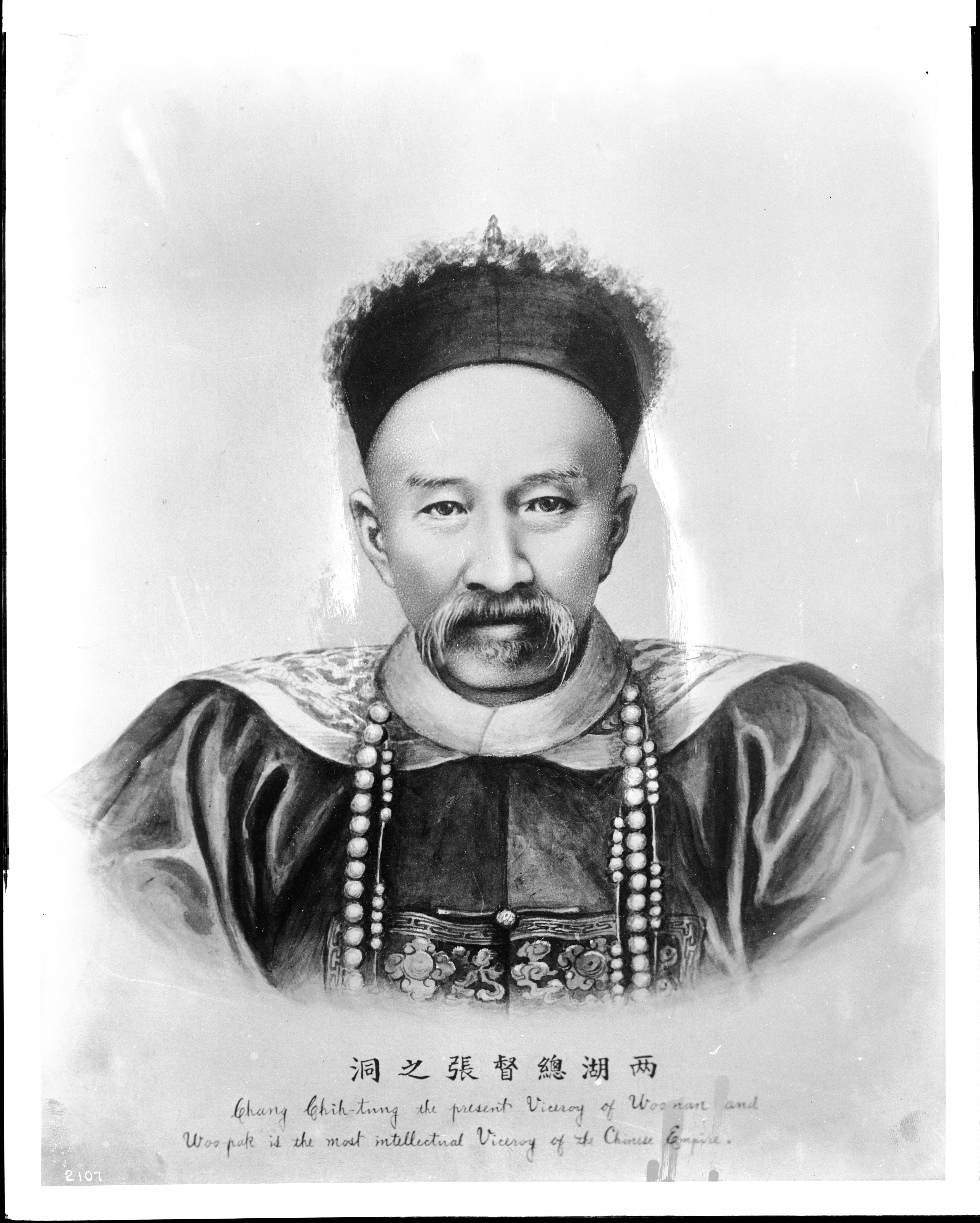
Чжан Чжидун в регалиях генерал-губернатора

Административные посты, занимаемые Дуаньфаном в 1904—1905 годах, были следующими: с 25 мая 1904 по 6 января 1905 года он назначался исполняющим обязанности губернатора Цзянсу. Далее на короткий срок (6 января — 16 июля 1905) он был назначен губернатором Хунани, а далее был отправлен в международную миссию. Таким образом, он исполнял обязанности губернатора Цзянсу в течение 7 месяцев, временного генерал-губернатора Лянцзяна в течение 2 месяцев, и был исполняющим обязанности губернатора Хунани в течение 6 месяцев.
В связи с тем, что китайская финансовая система оказалась не в состоянии выдержать выплат Ихэтуаньской контрибуции, летом 1904 года маньчжурский сановник Телян был направлен в четыре богатейшие провинции Центрального Китая — Цзянсу, Аньхой, Хубэй и Хунань — с официальной инспекцией. Перед ревизором стояли три задачи: во-первых, согласовать реформы провинциальных армий и поставить их под контроль центральной власти; во-вторых, перевести Цзяннаньский арсенал из Шанхая в Хэнань, и также поставить его под контроль Пекина; в-третьих, изыскать 8,4 млн лянов серебра и создать фонд для финансирования военной реформы. Гу Хунмин сравнивал Теляна с лордом Лансдауном, моральную и военную поддержку ему оказывали Юань Шикай и Лянби (который был первым маньчжуром, окончившим Токийскую военную академию). Напротив, миссии Теляна противостояли Вэй Гуантао (генерал-губернатор Лянцзяна) и Чжан Чжидун, вернувшийся на пост генерал-губернатора Хугуана. Они понимали, что фактическая самостоятельность Центрального и Южного Китая после Ихэтуаньского восстания будет ликвидирована. В день прибытия Теляна в Шанхай вышел императорский указ об отзыве Чжан Чжидуна в Пекин на государеву аудиенцию, а Вэй Гуантао был отправлен в Фуцзянь. По указу у них было три дня на отбытие в место назначения. Телян, более не встречая сопротивления, обнаружил в Цзяннаньском арсенале более 1 000 000 лянов наличными, не проходивших ни под какими фондами, и конфисковал 80 % этой суммы. Проследовав в Сучжоу, Телян выяснил, что налоговые документы на соляную монополию заканчивались 1898 годом, то есть доходы от соли за шесть лет исчезли неизвестно куда, а показатели о производстве соли за 1902 год были занижены в 10 раз. Это были не единственные примеры финансовых махинаций местных властей.
В связи с отзывом Вэй Гуантао, на его пост по ротации был назначен Дуаньфан. В день назначения он получил тайное послание от Чжан Чжидуна, и на скоростном пароходе срочно выехал в Сучжоу: назревал серьёзный политический конфликт. Однако Дуаньфан, оценив обстановку на месте, не захотел пойти на конфронтацию, применив две разных тактики саботажа. Для начала, он мобилизовал чиновников среднего звена для массовой рассылки жалоб на резкие действия ревизора, организовав также утечку в прессе, спровоцировав крупный газетный скандал. Чжан Чжидун собирал эту информацию в Пекине и доносил до сведения союзных придворных группировок. Он также имел доступ к Ли Ляньину — евнуху из ближайшего окружения императрицы Цыси. В результате удалось выпустить в октябре указ, предписывающий Теляну заканчивать ревизию в Цзянсу и переезжать в другие провинции. Тем же указом расследование злоупотреблений в Цзянсу передавалось губернатору, то есть Дуаньфану. Более того, новый губернатор не стал препятствовать ревизии в управлении подушного налога и трудовой повинности, стремясь не допустить Теляна на монетный двор, который был источником реальных доходов, неподконтрольных Пекину. К 1905 году в 17 провинциях Китая было 20 монетных дворов, которые выпускали мелкую разменную монету, и не подчинялись налоговому министерству, к 1907 году это число увеличилось до 24. Только от монетного двора Чжили лично Юань Шикай в 1905 году получил 500 000 лянов «на военные нужды», а в Хунани провинциальная армия в 1902—1911 годах получила от монетного двора 4 миллиона.
Дуаньфан одержал победу. Из всех сумм, взысканных Теляном с Цзянсу, доходы от монетного двора составили менее 10 %. 29 ноября 1904 года ревизор покинул Цзянсу. Его пребывание в Аньхое составило 15 дней, в Хунани — 15 дней, в Хубэе — 33 дня, и в Цзянси — 14 дней. Губернаторы и чиновники получали секретные указания Дуаньфана о работе с Теляном: ни в коем случае не противостоять напрямую, сразу по прибытии предложить ревизору солидную сумму в несколько сотен тысяч лянов серебра, не препятствовать ревизии налоговых и таможенных доходов, но не допускать его к независимой информации о реальных прибылях. Рекомендовалось также сразу сообщать властям и в СМИ о грубости и иных просчётах Теляна. Во всех провинциях применение этих мер дало результаты. К моменту прибытия инспектора в Хубэй, из Пекина вернулся Чжан Чжидун. Он сразу передал Теляну полмиллиона лянов и обещал столько же в следующем году; кроме того, они договорились открыть филиал Цзяннаньского арсенала в Тяньцзине. 14 февраля 1905 года инспекция закончилась.

### Хунань
Приняв полномочия временного губернатора Хунани, Дуаньфан продолжил политику, которая оправдывала себя в Хубэе и Цзянсу. В первую очередь, он приступил к развитию провинциальной горнодобывающей промышленности. Было создано Хунаньское горное бюро, начальником которого был поставлен Фу Чжаоэр. Собственно, ещё летом и осенью 1904 года австрийские и британские предприниматели просили разрешения обследовать горные области Хунани в поисках полезных ископаемых, и предлагали приобрести концессию. Дуаньфан понимал бесперспективность традиционной системы ограничения частной инициативы и государственной монополии. Для начала занялись золотодобычей. Первую шахту заложили в округе Пинцзян на германские средства: 18 марта 1905 года подписали договор о займе на разработку рудника и наём немецких специалистов. Эта информация дошла и до британской прессы. В Хунани также были известны угольные месторождения и большие пласты фарфоровой глины, на разработку которых Дуаньфан также возлагал надежды. Летом 1905 года из Японии был приглашён хунаньский уроженец Сюн Силин, который основал «Синьлинскую фарфоровую компанию» (кит. 醒陵瓷业公司) с японскими техническими специалистами. К 1907 году её уставной капитал составлял 100 000 лянов. В 1910 году на Наньянской промышленной выставке хунаньский фарфор был удостоен золотой медали, а сама фирма долгие годы была крупнейшим промышленным предприятием в провинции. Однако из-за сопротивления ксенофобски настроенных местных элит, Дуаньфану не удалось открыть для иностранной торговли два крупных порта на Янцзы, а вскоре он был отозван со своего поста.
В Хунани Дуаньфан пытался проводить и свои излюбленные инициативы в области образования, но не слишком удачно. Его пребывание на посту губернатора совпало с отменой традиционной экзаменационной системы, за что в Пекине ратовали и Чжан Чжидун, и Юань Шикай. Под их прошением на императорское имя подписался и Дуаньфан. В марте 1905 года в Чанша открылась публичная библиотека, первым её заведующим был начальник отдела образования уезда Шупу по имени Чэнь Шэньцин.
В марте 1905 года Дуаньфан инициировал открытие телефонной линии в Чанша — первой в глубинной китайской провинции. Первоначально сеть включала 300 абонентов, соединив ямыни, учебные заведения и расположения гарнизона. Постепенно к телефонной связи подключили крупнейшие купеческие дома и лавки; абонентская плата составляла 5 мексиканских долларов в месяц. В таком виде телефонная система просуществовала до 1917 года.

## Миссия на Запад (1905—1906)

### Назначение Комиссии по исследованию государственного строя за границей. Покушение У Юэ

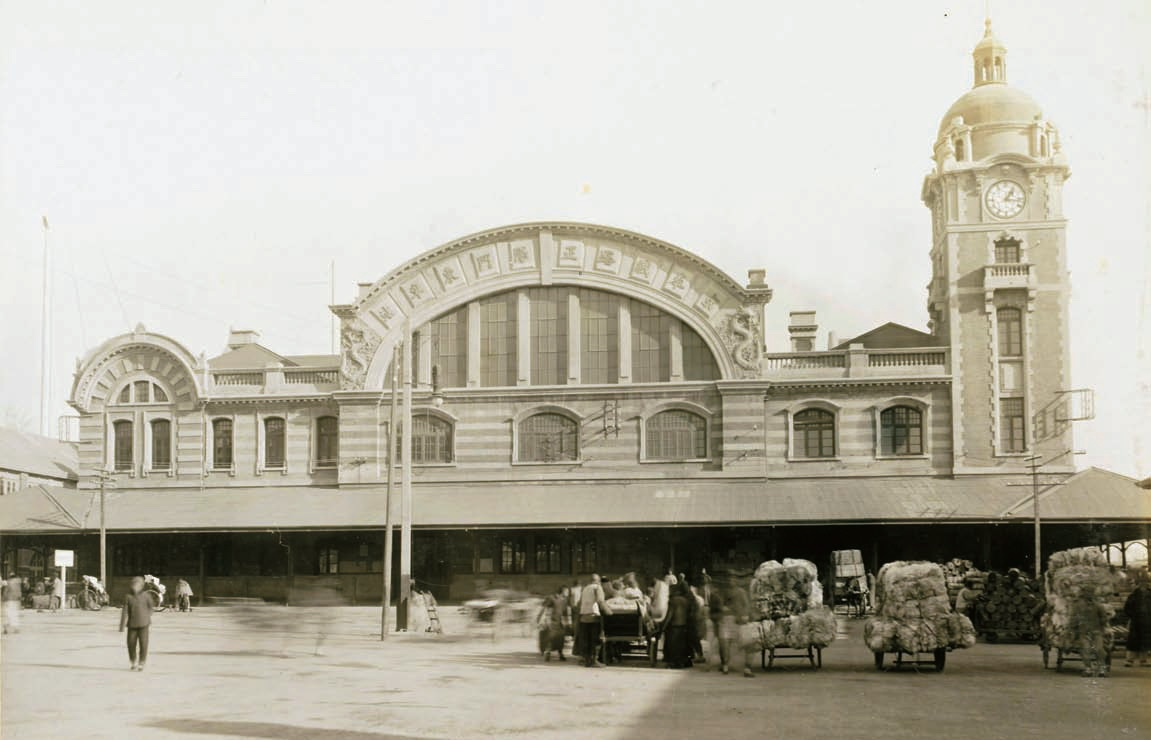
Пекинский железнодорожный вокзал

После победы Японии над Россией в 1905 году, у цинского руководства обострился интерес к реформам Мэйдзи и использованию зарубежного опыта для реформирования государства. Одной из причин победы Японии и поражения России, в Пекине называли превосходство конституционализма над самодержавием. 2 июля 1905 года три наиболее влиятельных генерал-губернатора — Юань Шикай, Чжан Чжидун и Чжоу Фу — подали меморандум, в котором предлагали ввести конституционное правление в Китае в течение следующих 12 лет. В убеждении Цыси по этому вопросу принимали участие и сановники-маньчжуры — вице-президент Военной палаты Телян и его коллега Сюй Шичан, министр торговли Цзайцзэ и Дуаньфан. На аудиенции вновь назначенный генерал-губернатором Фуцзяни и Чжэцзяна Дуаньфан на вопрос Цыси: «Что такое конституция?» — ответил: «То, что позволит империи существовать вечно». Императорским указом 14 дня шестой луны 13 года Гуансюй (16 июля 1905 года) была основана Комиссия по исследованию государственного строя (кит. 各国考察政治), которой предстояло совершить поездку в Японию, США и Европу, доложив о достижениях зарубежных стран в области конституционного правления. В состав комиссии были назначены: Цзайцзэ, Дай Хунци, Дуаньфан и Шаоин. Миссия должна была выехать из Шанхая в декабре 1905 года, посетить Японию и США, а далее разделиться. Группа Цзайцзэ (праправнука императора Цзяцин и мужа племянницы Цыси) должна была работать в Великобритании, Франции и Бельгии, а группа Дуаньфана и Дай Хунци должна была посетить ещё 12 стран: Бельгию, Францию, Нидерланды, Данию, Германию, Швейцарию, Австро-Венгрию, Норвегию, Швецию и Россию. В июле 1906 года комиссия должна была вернуться в Шанхай. Миссии, в конечном итоге, действовали независимо друг от друга, посылали отдельные отчёты и им были даны отдельные аудиенции вдовствующей императрицы после возвращения. Под редакцией Дуаньфана и Дай Хунци были изданы в 1907 году два собрания материалов об управлении западными государствами — краткий и пространный.
Миссия едва не закончилась, не успев начаться: 24 сентября на Пекинском вокзале на пятерых членов миссии напал террорист-одиночка У Юэ, член революционного общества Гуанфухуэй. Сначала объектом нападения был Телян, которому члены общества — в основном, уроженцы Чжэцзяна — мстили за результаты недавней ревизии, «призванной ограбить ханьский народ». Далее было принято решение взорвать конституционную комиссию, чтобы «сбить повсеместный оптимизм». У Юэ сумел пробраться в вагон участников миссии, и взорвал бомбу, закреплённую на теле. Были убиты охранники и члены персонала, ранения и контузии получили Цзайцзэ и Шаоин. Одним из важнейших последствий этого покушения было усиление мер безопасности в Пекине и создание Министерства полиции, которое возглавил Сюй Шичан, также получивший ранения. Это задержало отъезд миссии на два месяца. Сюй Шичана и Шаоина заменили на Ли Шэндо (бывшего посла Цин в Японии) и шаньдунского казначея Шан Цихэна (ханьцзюнь, сестра которого была замужем за братом Цыси). Основные цели миссии Дуаньфана в странах Америки и Европы были следующие:
1. Исследование политического строя в его эволюции, экономики, финансовой системы и вооружённых сил;
2. Исследование прав и обязанностей населения;
3. Исследование социального строя и особенностей культуры;
4. Как осуществляется управление капиталом и его перемещение между границами;
5. Личные встречи с ведущими представителями бизнеса в США и Германии, например, Морганом;
6. Подготовка детального отчёта к моменту возвращения в Шанхай[61].

Чжан Хайлинь считал состав миссии и разработанную ею программу весьма тщательно отобранными и разумными по охвату.

### Ход путешествия

#### США и Европа

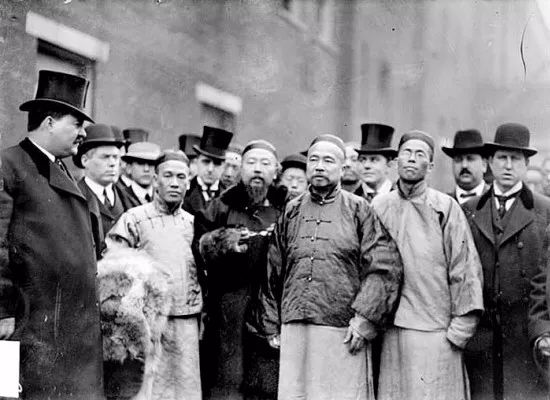
Дуаньфан и Дай Хунци во время визита в США. Фото 1906 года

Миссия покинула Пекин 7 декабря 1905 года, в последний момент в её состав вошёл новый посол Цин в Бельгии Ли Шэнфэн, который примкнул к группе Цзайцзэ. Поскольку активность революционеров не стала меньше, были отменены все торжественные церемонии по поводу отъезда. В группу Дуаньфана и Дай Хунци входило 33 человека, а также 4 человека сопровождающих до США, 11 студентов, командируемых за границу, и 7 прочих лиц, — всего 55 человек. 19 декабря они отплыли из Шанхая, и 21-го прибыли в Нагасаки; однако визит глав миссии в Японию был очень кратким (до 28 декабря). Дуаньфан и Дай Хунци побывали в Кобе и Йокогаме, но большей частью согласовывали свои планы на США и Европу.
5 января 1906 года пароход на сутки зашёл в Гонолулу, где члены миссии столкнулись с дискриминацией китайцев, давно поселившихся на Гавайском архипелаге. Дай Хунци произнёс речь в китайском консульстве, во время которой собравшиеся — китайские эмигранты — неоднократно прерывали её здравницами императору и конституции. 12 января посольство прибыло в Сан-Франциско, встречала их делегация во главе с президентом Йельского университета Т. Тенксом. Пресса, учёные и китайская община Калифорнии были весьма заинтересованы в группе Дуаньфана. Пробыв в Сан-Франциско 4 дня, посольство двинулось на восток Тихоокеанской железной дорогой. Всего в США они пробыли 34 дня, в том числе в Чикаго 3 дня, в Вашингтоне и Нью-Йорке — по 8 дней, и 3 дня в Бостоне. Дуаньфан был принят в Белом доме президентом Т. Рузвельтом и госсекретарём Рутом. В Нью-Йорке миссию принимали в Колумбийском университете, удалось встретиться с Моррисом Джесупом — известным финансистом. Пребывание в Европе продлилось 4 месяца. Маршрут выглядел так: Великобритания и Швеция — 5 дней, Франция — 7 дней, по 6 дней на Нидерланды, Данию и Австрию, Бельгия и Швейцария — 4 дня, Италия — 10 дней, Россия — 8 дней, Норвегия — 3 дня. Зато в Германии Дай Хунци и Дуаньфан пробыли 46 дней, побывав в Гамбурге, Берлине, Кёльне, Дюссельдорфе, Мюнхене, Лейпциге и других крупнейших центрах этой страны. Многочисленность посольства позволяла оставить его отдельных представителей в городах и странах, которые вызывали специальный интерес. К моменту прибытия в Берлин в посольстве осталось 20 человек.
Дуаньфан старался посетить практически все учебные заведения, которые попадались ему на пути, включая средние специальные и военные. Он побывал в университетах Беркли и Стэнфордском, встречался с китаеведом Джоном Фрайером (Фу Ланья), осматривал библиотеки, лаборатории и студенческие кампусы. В Нью-Йорке он посетил Общественный совет по образованию, и был поражён фактом обязательности среднего образования в США. В Бостоне Дуаньфан встречался с президентом Гарвардского университета, но так его и не посетил. Эта встреча произошла как раз в начале процесса внедрения самостоятельного выбора предметов в университетах, на что в своём отчёте также указал Дуаньфан. В Европе он глубже всего ознакомился с германской образовательной системой, посетил детский сад в Берлине, предназначенный для детей среднего класса. В Италии его впечатлило, что в программу всех начальных и средних школ обязательно введена гимнастика. Заинтересовала его система вечернего и дополнительного образования, а также порядок, при котором без наличия квалификации невозможно было получить работу.
Исполняя главную цель миссии, Дуаньфан и Дай Хунци посещали Конгресс и Палату представителей США, запросили в посольстве в Вашингтоне материалы по американской федеральной системе и получили конституцию штата Массачусетс. В Европе они посетили парламент Италии, а во Франции заинтересовались процедурой голосования, и осмотрели урны и процесс подсчёта бюллетеней. Для Дай Хунци было интересно различие роли премьер-министра в Великобритании и Франции, а также статус канцлера в Германии. В числе рассмотренного была также акцизная система: Дуаньфан и Дай Хунци увидели в Вашингтоне печать акцизных марок на табак и вино. Заинтересовала их и нефтяная отрасль, сановники побывали в офисе Mobil Oil. Были и курьёзы: во время двухнедельного пребывания в Нью-Йорке члены посольства сняли 55 номеров в отеле на Пятой авеню, а газеты перечисляли 750 единиц багажа, который перевозили китайские сановники. Во время встреч с бизнесменами в Нью-Йорке, Дуаньфан интересовался механизацией и электрификацией производства, а также расспрашивал о социальной миссии капитализма. В Берлине сановники посетили уголовный суд, в Лейпциге — Верховный суд, и внимательно изучали судебную систему Германии. Ранее, будучи проездом в Небраске, Дуаньфан и Дай Хунци посетили американскую тюрьму, где их потрясло, что камеры электрифицированы, а заключённых кормят мясом. По их расчётам, годовое содержание осуждённого стоит 72 ляна, из которых в среднем 48 зарабатывает он сам, ибо обязан трудиться.

#### Россия

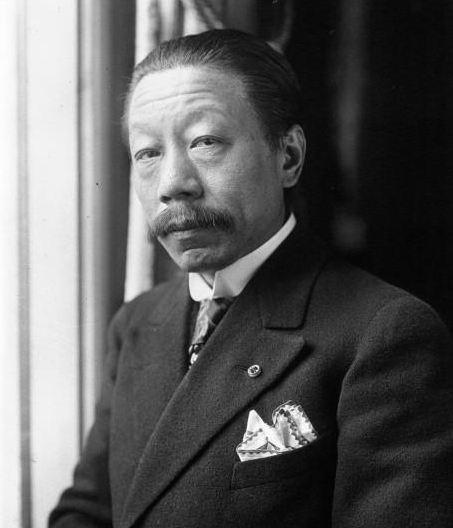
Цинский посол в России Ху Вэйдэ. Фото 1917 года

6 (19) мая 1906 года 24 человека цинской миссии из Вены через Варшаву и Гатчину прибыли в Санкт-Петербург. Официальную встречу проводили чины российского МИДа и полномочный представитель Пекина Ху Вэйдэ. Пребывание в России продлилось 8 дней, после чего миссия выехала в Нидерланды. Разместили дипломатов в гостинице «Европейская». Официальная аудиенция у императора Николая II состоялась в Большом Петергофском дворце 8 (21) мая, чему предшествовала большая дипломатическая переписка. В дневнике Дай Хунци отметил, что «дружеские связи между Россией и Китаем углубляются»; также его поразило, что российский император свободно владеет четырьмя европейскими языками. В следующие дни Дай Хунци и Дуаньфан посетили Государственный совет и Государственную думу. Всех членов делегации наградили орденами Святой Анны разных степеней. 12 (25) мая цинские дипломаты посетили императорский фарфоровый завод.
В России члены делегации почувствовали накал общественных настроений после революции 1905 года и Дуаньфан писал, что конституционная реформа в этой стране назрела. Он увидел крайне важный для Китая прецедент, особенно упирая на размеры Российской империи и её положение между Европой и Азией. Дай Хунци и Дуаньфан общались с С. Ю. Витте, обсуждая в том числе конституционные проекты. Экс-премьер Витте скептически отнёсся к китайским проектам, и в беседе с Дай Хунци заявил, что без тщательного наведения порядка в стране и учёта лучшего опыта Европы и Америки, невозможно создать конституционный строй. На его введение он отводил примерно 50 лет. Цинские сановники убедились, что русское правительство находится под сильнейшим давлением общественного мнения и не в состоянии реализовать собственные планы. Военный парад с участием императора, на который они были приглашены, не изменил впечатлений. Многопартийная система также не вызвала сочувствия у Дая и Дуаньфана, поскольку они убедились, что в Германии, Франции и Италии политические кризисы являются обычным делом.

### Результаты миссии
21 июня 1906 года комиссия цинских сановников отплыла из Антверпена и вернулась в Шанхай ровно через месяц; к тому времени миссия Цзайцзэ уже была в Тяньцзине. В Пекин все отправились 3 августа. Миссия Дай Хунци и Дуаньфана продолжалась 7 месяцев, в продолжении которых её участники побывали более чем в 100 городах. Несмотря на неизбежную поверхностность впечатлений, впервые высшие чины Цинской империи, от которых зависел вырабатываемый политический курс, ознакомились с реальной ситуацией на Западе, и убедились, что прежде бывавшие там китайские путешественники не учли многих сторон жизни в Европе, а новые идеи не имели аналогов в китайской классике. Из поездки Дуаньфан вернулся убеждённым сторонником углубления политических реформ и конституционного строя. Во время посещения европейских стран он был награждён многими орденами, в том числе бельгийским орденом Леопольда I, саксонским орденом Альбрехта, баварским орденом Святого Михаила, Большим крестом австрийского ордена Франца-Иосифа, шведским орденом Полярной звезды, датским орденом Данеброг, норвежским орденом Святого Олафа, — все высших степеней.
Из меморандумов Дуаньфана полностью ясны выводы, которые он вынес из своего 7-месячного вояжа. Прежде всего, он предлагал реформу правительства и центрального аппарата власти, поскольку она была связана с важнейшими вопросами разграничения полномочий столичных и провинциальных властей, и министерского единоначалия. По мысли Дуаньфана, функции европейских кабинетов министров в империи Цин были разделены между Нэйгэ и Императорским советом, функции которого были сведены к нулю. Если же провести реформу, «Небо не будет неблагосклонно к государю». Дуаньфан также обращал внимание на то, что министры — инициаторы реформ, фактически не несли ответственности за проведение новых законов в жизнь и их результаты. Однако в его проекте неясна связь между Кабинетом министров и парламентом. Осенью 1906 года Императорский совет рассмотрел предложения по административной реформе и отчёты миссии. Меморандум Дуаньфана был положен в основу подробного проекта новой реформы, знаменовавшей отход от традиционной китайской государственности к современной.
Тем не менее, императрица Цыси не стремилась ускорять процесс реформы, несмотря на большой поток петиций провинциальных властей и частных лиц с просьбой о введении конституции. Императрица сделала ставку на консервативную группировку Теляна и князя Цина, которые вынуждены были объявить о процессе подготовки к введению конституции, но требовали предельной осторожности в этом процессе; по сути, речь шла о крайнем затягивании реформы. Собственно, Дуаньфан и не настаивал на немедленном введении конституции, хотя и заявлял, что «конституция — это единственный путь к процветанию страны и усилению её военной мощи»; он советовал установить срок введения конституции в 15—20 лет, предварительно проведя реорганизацию административного аппарата, которую считал первостепенной. Позиция консерваторов — князя Цина, военного министра Теляна и министра просвещения Жунцина — основывалась на том, что конституция выгодна китайцам, а не маньчжурам и ограничит полноправие монарха, была привлекательнее для императрицы.
Именно в этот период Лян Цичао и Ян Ду смогли связаться с участником группы Цзайцзэ — Сюн Силином, и составили и передали через него несколько докладов, со своими проектами конституционных преобразований. Лян Цичао и Хуан Син возлагали большие надежды на цинские манифесты о грядущей конституционной реформе, и попытались создать легальную конституционную партию, в состав которой пригласили Юань Шикая, Чжан Чжидуна, Дуаньфана и маньчжурского князя Су.

## Генерал-губернатор Лянцзяна (1906—1909)

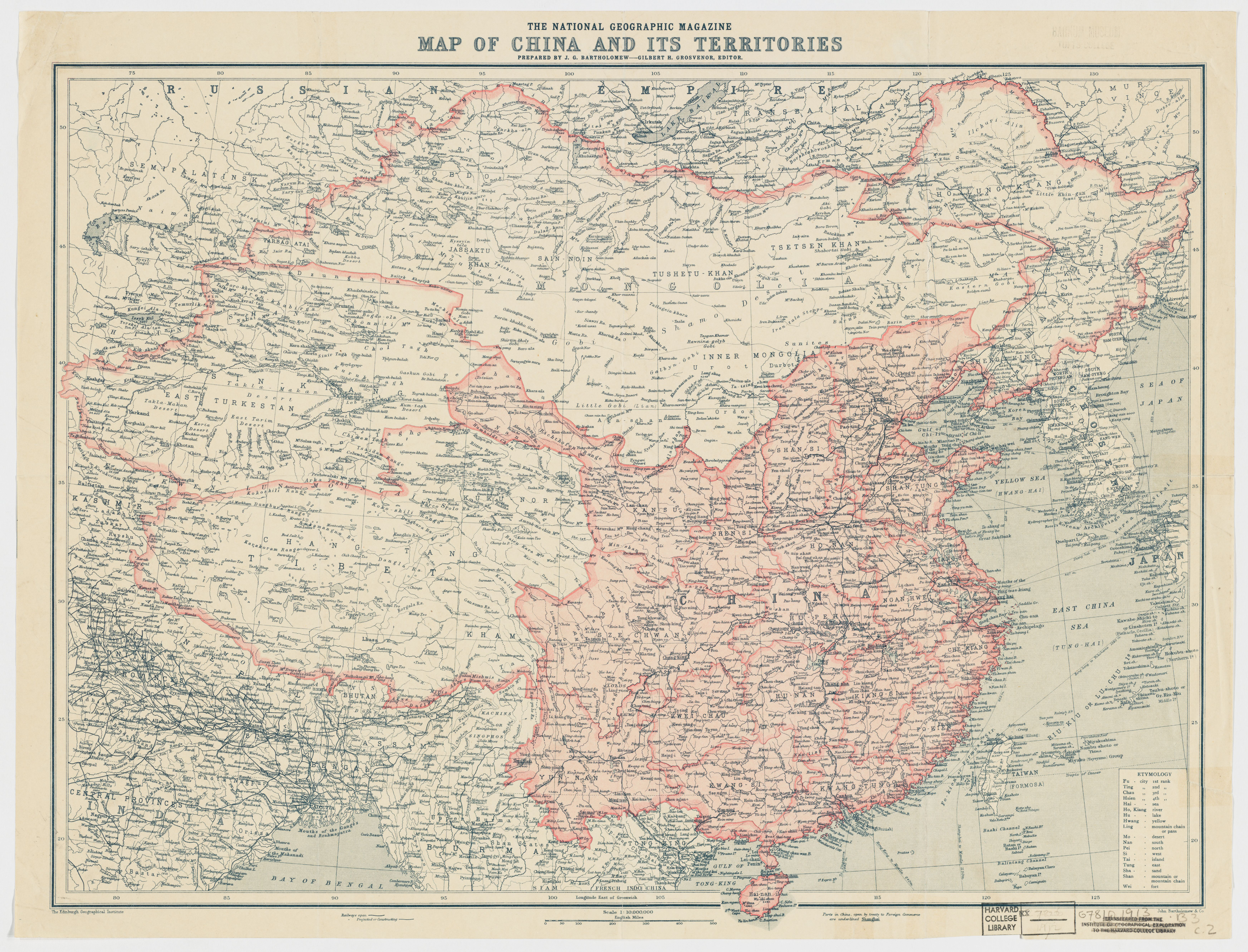
Карта Цинской империи из журнала «National Geographic», 1912

2 сентября 1906 года императрица Цыси назначила комиссию по разработке проекта административной реформы. Дуаньфан не был включён в её состав: в тот же день сановник был назначен генерал-губернатором Лянцзяна и министром Наньяна. По месту службы — в Нанкин — он прибыл 28 октября, и оставался на этом посту до июля 1909 года.

### Борьба с наводнениями и бандитизмом
Среди первостепенных проблем, с которыми Дуаньфан столкнулся в Нанкине, были сильнейшее наводнение в Цзянсу и разгул бандитизма. Дуаньфан не просто справился с проблемами, он изыскал возможности не уменьшать финансирование проводимых им реформ. В период 1900—1911 годов в анналах династии Цин было зафиксировано 8 больших природных катастроф, из которых наводнение в Цзянсу 1906 года стояло на втором месте. По официальной статистике, в результате двухмесячных дождей и прорыва дамб в июле пострадало 7,3 млн человек в 65 уездах. Дуаньфан занял свой пост в крайне неудобный для себя момент, когда катастрофа уже произошла, а из-за смены власти минимизировать ущерб было уже невозможно. 29 октября ему доложили, что в 65 пострадавших уездах 2,4 млн крестьян покинули свои родные места, бродяжничали и побирались; власти пяти крупнейших префектур (в том числе Янчжоу, Цзяннина и Чжэньцзяна) фиксировали более 300 смертей от голода ежедневно. В северной части Цзянсу было зафиксировано трупоедство и убийство детей. В одном Сюйчжоу было зафиксировано 15 000 детей, брошенных родителями. При этом фонд вспомощенствования в генерал-губернаторстве насчитывал всего 100 000 лянов, и Дуаньфан немедленно перечислил ещё 300 000 из бюджета Цзянсу, а далее организовал три кампании по сбору средств: в Цзянсу, Шанхае и Чжили, и смог за два месяца привлечь ещё миллион лянов добровольных пожертвований. На эти средства открыли 129 полевых кухонь для бесплатного снабжения беженцев, а также распределили среди населения 1 млн комплектов зимней ватной одежды. Большую помощь оказал Юань Шикай — тогда губернатор Чжили — он перечислил 100 000 лянов из провинциального бюджета, а также сообщил по своим каналам, что в Гуанси за счёт продажи должностей и званий власти заработали на 1 млн лянов больше ожидаемого. Дуаньфан при помощи своих союзников при дворе пролоббировал добровольно-принудительный взнос провинции Гуанси для помощи пострадавшим; указом 4 января 1907 года было велено перечислить в Наньян 600 000 лянов. Кроме того, в марте 1907 года было разрешено взять 480 000 лянов со счетов Шанхайской морской таможни: 300 000 в резервный фонд, и 180 000 на нужды пострадавших. Губернатор также призвал чиновников проявить патриотизм, и они собрали из личных средств 100 000 лянов в фонд помощи. Наконец, 8 апреля 1907 года Дуаньфан взял кредит в 1 000 000 лянов из банка налогового министерства. Большое внимание катастрофе в Цзянсу уделили иностранцы. Откликнулся посол Японии Хаяси Гонсукэ, знакомый с Дуаньфаном с 1903 года. Через него было передано 91 000 йен пожертвований от жителей Токио и 10 000 — от компании «Кавасаки». Английский путешественник и бизнесмен Арчибальд Литтл, открывший пароходное сообщение на Янцзы ещё в 1898 году, основал в Шанхае «Международную комиссию помощи голодающим в Китае», и к марту 1907 года собрал в Великобритании, США и Юго-Восточной Азии 300 000 лянов серебром, 82 000 мексиканских долларов и 84 000 мешков муки.

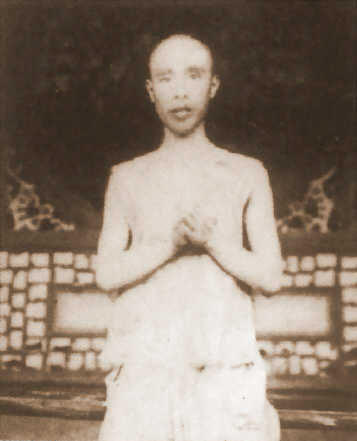
Сюй Силинь перед казнью, 7 июля 1907 года

В политическом отношении Дуаньфану нужно было решать вопрос зерновой дани. Доставка продовольствия из других провинций при существующем в Китае водном и гужевом транспорте была бы затруднительна, а самым простым способом справиться с голодом была бы задержка традиционной дани. При существовавших порядках, губернатор имел право распоряжаться небольшой частью дани — в пределах 200 000 мешков-ши. Дуаньфану удалось добиться своего, и он удержал в своей провинции максимальное количество зерна за шесть десятков лет. В 1906 году в Пекине было дано разрешение оставить 150 000 ши зерна из объёмов дани за текущий год. 7 января 1907 года Дуаньфану было дано разрешение удержать ещё 300 000 ши, а 20 марта 1907 года было удовлетворено третье прошение об удержании ещё 200 000 ши зерновых. Спустя две недели он изъял из налоговых сумм, отправляемых в Пекин, ещё 100 000 лянов серебра, эквивалентных стоимости 25 126 ши риса. Это позволило к 20 мая 1907 года отчитаться в том, что 3 млн жертв наводнения вернулись в родные места, и дамбы восстановлены везде, кроме округа Хайчжоу. Главным достижением была стабилизация рыночных цен на рис и спасение весеннего урожая.
В период наводнения в провинциях под руководством Дуаньфана с конца 1906 по середину 1907 года было зафиксировано 9 восстаний и 1 крупный мятеж. Декабрьское восстание 1906 года было организовано революционной партией Тунмэнхой и тайным обществом «Старших братьев» (Гэлаохуэй), и охватило четыре уезда на границе Хунани и Цзянси. В нём участвовало около 30 000 крестьян, угольщиков, а также отставные служилые Войск зелёного знамени, распущенных в результате военной реформы. В подавлении восстания участвовали 35 000 имперских войск из четырёх провинций. Масштабы прочих восстаний были много меньшими: в крупнейшей группе «бандитов» в Хайчжоу было 1000 человек, а в Куньшани действовали речные пираты. Военные операции в каждом случае занимали не более 2 месяцев. Причиной тому были большие средства, вкладываемые губернатором в войска нового строя. На военные нужды казначейство Цзянсу с октября 1906 по май 1907 года выделило 800 000 лянов, что в два раза превышало ассигнования на ликвидацию наводнения. Войска обучались японскими и немецкими инструкторами, регулярно проводились учения. К мятежникам любого рода Дуаньфан был беспощаден: после подавления восстания в Пинлюли (на границе Хунани) он и Чжан Чжидун санкционировали трёхмесячную зачистку мятежной местности, в ходе которой было изобличено и казнено 10 000 пособников восставших. За вожаком восстания в Хайчжоу в течение двух месяцев охотился специальный отряд, после чего он был изловлен и публично казнён. В 1907 году революционер Сюй Силинь убил аньхойского губернатора Эмина, в тот момент, когда тот председательствовал на экзаменационной комиссии в провинциальной академии. Сюй Силинь в течение двух предыдущих лет возглавлял провинциальную полицию и являлся доверенным лицом губернатора. Убийство произошло «из мести» ханьцев маньчжурам, причём в списке Сюя значился и Дуаньфан. Генерал-губернатор велел вырезать его сердце, которое принёс в жертву духу убитого маньчжурского губернатора. После событий 1907 года, в Цзянсу была построена первая в Китае тюрьма по западному образцу (она использовалась по прямому назначению до 2003 года), и основано первое бюро расследований.

### Дуаньфан и придворные интриги

Икуан, князь Цин. Портрет из книги Arthur Henderson Smith: China in a Convulsion, Vol. 1, 1901

Находясь в Нанкине, Дуаньфан активно участвовал в придворной борьбе. В апреле — мае 1907 года происходило столкновение группировки канцлера Цюй Хунцзи и гуандунского генерал-губернатора Цэнь Чуньсюаня с кликой князя Икуана и Юань Шикая, публично обвинённых ими в коррупции. Конфликт активно освещался прессой, в том числе официозным «Столичным вестником». Скандал начался из-за того, что Цензорат начал расследование дела куртизанки Ян Цуйси. Цзайчжэнь встретил 19-летнюю певичку в Тяньцзине, после чего Дуань Чжигуй, ожидающий назначения префект, выкупил Ян у владельца за 12 000 лянов, и преподнёс девушку князю вместе с 100 000 лянов наличными Икуану. 20 апреля Дуань Чжигуй был назначен губернатором Хэйлунцзяна, что повлекло меморандум цензора Чжао Цилиня. Князь Икуан был тогда председателем Императорского совета, а его сын Цзайжэнь занимал почётный пост главы императорских телохранителей, и — по совместительству — министра коммерции. Вдовствующая императрица Цыси назначила для разбирательства Цзайфэна (князя Чуня) и Сунь Цзяная. Они объявили, что никаких свидетельств подношения не существует, а Ян Цуйси — простая прислужница, которая приглянулась князю (хотя в действительности она была одной из знаменитых куртизанок в Тяньцзине). Императрица в этих условиях постановила уволить цензора Чжао, и Цзайчжэнь тихо подал в отставку с обоих постов. 15 мая цензор Цзян Чуньлинь огласил документы о продаже «служанки» Ян за 12 000 лянов, при том, что цена на обыкновенную рабыню не превышала 100 лянов серебром. Глава Палаты цензоров Лу Баожун объявил о повторном расследовании, а цензор Ляонина Чжао Бинлинь объявил Дуаня нелегитимным губернатором, ссылаясь на японскую прессу. Чуть ранее в дело вошёл бывший гуандунский губернатор Цэнь Чуньсюань, который по результату аудиенции у Цыси был удостоен поста министра почты и связи. В апреле — мае он подал в цензорат 7 меморандумов, в которых обличил в пособничестве Икуану 16 высших чиновников, в том числе шестерых губернаторов (включая Дуаньфана), одного министра и двух провинциальных казначеев. Все они принадлежали группировке Икуана — Юань Шикая. Канцлер Цюй Хунцзи в этих условиях обратился к главному редактору «Цзин бао» Ван Канняню, и скандал выплеснулся на страницы официозной прессы. К концу мая падение клики Икуана казалось неизбежным, на его место прочили самого Цюй Хунцзи, а Цэнь Чуньсюань претендовал на главенство над Бэйянской армией вместо Юань Шикая. В действительности, это было делом о контроле столичных властей над финансовыми потоками в провинции, которые тратились на различные проекты модернизации.
Дуаньфана это дело касалось косвенно, однако, будучи побратимом Юань Шикая и признанным третьим лицом в стане реформаторов, он не мог остаться в стороне. Тенденция Пекина к «закручиванию гаек» очевидна в его обширной переписке 1906—1907 годов: постоянно росли налоги, делались попытки запретить чеканку разменной монеты в провинции, периодически прокатывались школьные погромы и наблюдался общий рост антиманьчжурских настроений. Особой проблемой была моральная дилемма в опиумном вопросе: без доходов от наркоторговли было бы вообще невозможно финансировать ряд важнейших проектов, а моральная сторона дела требовала борьбы с наркотизацией населения. При этом Дуаньфан не мог остановить начатые им проекты, поскольку тем самым лишился бы клиентских сетей и занимаемого им в обществе места. Цэнь Чуньсюань — политический антипод Дуаньфана — в период начальства в Гуандун-Гуанси 1903—1906 годов сделал акцент не на затратные образовательные и промышленные проекты, а на оптимизацию существующей системы управления. Действовал он при этом самыми жестокими мерами: в 1904—1906 годах он в среднем увольнял по чиновнику в день, всего — 1060 должностных лиц, включая губернаторов и судей. За это он получил прозвище «чиновного мясника»: даже если проштрафившиеся чиновники бежали в Гонконг и Макао, он добивался их экстрадиции. При этом численность армии нового строя была меньше на 10 %, чем было положено по документам, практически прекратилось развитие промышленности и образования. Это резко ухудшило положение местных элит, которые рассчитывали участвовать в правительственных инициативах.
В начале июня 1907 года вдовствующая императрица Цыси явно продемонстрировала благоволение Икуану и Юань Шикаю: 1 июня Цэнь Чуньсюаню было предписано срочно покинуть Пекин и отправляться к месту службы в Гуандун. Спустя две недели Цюй Хунцзи был отправлен в ссылку по обвинению в сговоре с цензорами и редакцией газеты; вскоре был разжалован и не добравшийся до Гуанчжоу Цэнь Чуньсюань. В этом огромную поддержку оказал Дуаньфан: он обвинил противников Юань Шикая в сговоре с предводителями Ста дней реформ 1898 года — Кан Ювэем и Лян Цичао. Удалось доказать тесные отношения Цюй Хунцзи и Ван Канняня с Кан Ювэем. Сверх того, ретушёры Дуаньфана смогли сфабриковать убедительное фото Цэнь Чуньсюаня с Кан Ювэем и Лян Цичао, которое евнух Ли Ляньин показал императрице, вызвав её гнев. Это чрезвычайно укрепило позиции Дуаньфана и заложило основу его повышения до главы столичной провинции в 1909 году.

### Дуаньфан — политик. Конституционная реформа в провинции

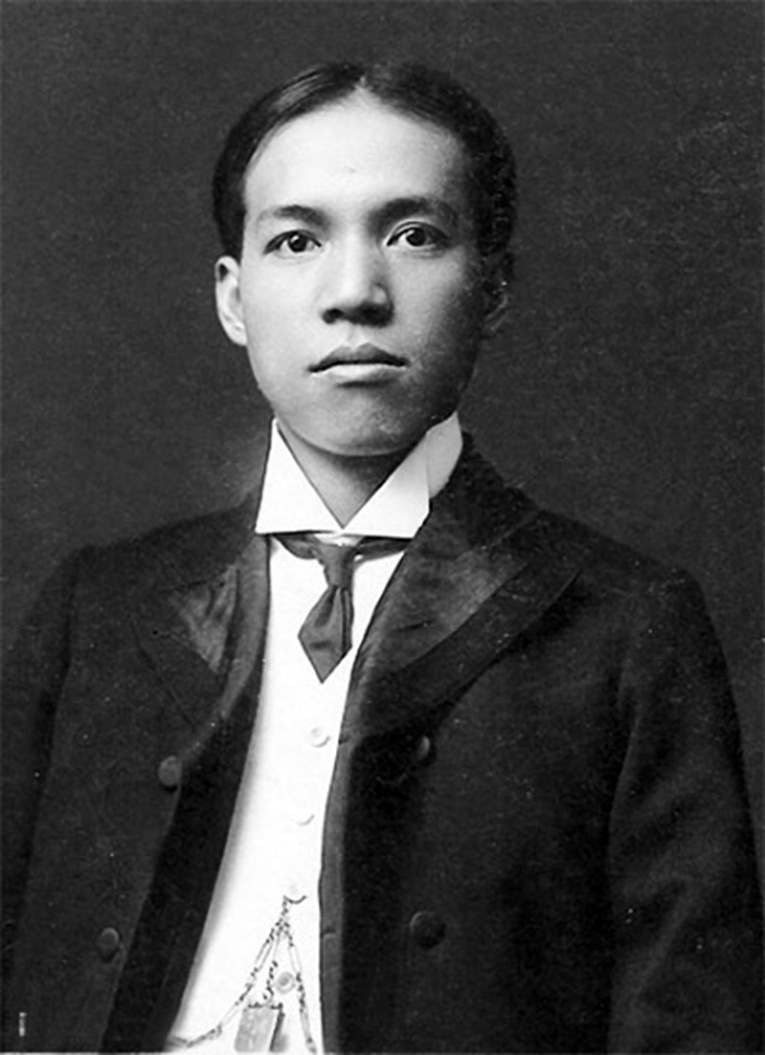
Лян Цичао в начале XX века

В числе важнейших проблем, которые должен был решать генерал-губернатор, находились вопросы местной реформы власти и системы образования, как фундамента успешных преобразований. Указы 1906 года расширяли полномочия губернаторов и дозволяли основать совещательные ассамблеи. Уже 30 декабря 1906 года Дуаньфан основал в Нанкине первый орган самоуправления на базе главного налогового управления генерал-губернаторства. Агентство включало четыре отдела, а специалистов («местных талантов») предполагалось обучать в Японии. Вторым центром местной автономии был сделан Сучжоу: предполагалось, что в крупнейших промышленно-торговых центрах удастся рекрутировать достаточное число лояльных власти представителей элиты, и постепенно отработать процедуру выборов; вдобавок, они находились под надёжным присмотром властей. Далее планировалось этот опыт распространять на префектуры Цзяннин и Шанъюань. По мысли Дуаньфана, подобные меры должны были решить две органических проблемы государства — смягчения маньчжуро-ханьского конфликта и ликвидации самодержавия, взамен которого будет некоторое представительство провинциальных элит и равновесие интересов. Лян Цичао потому считал Дуаньфана самым последовательным сторонником конституционной монархии среди маньчжуров.
Именно к Лян Цичао он и обратился за помощью в составлении проекта конституции. По мнению Чжан Цзюнь, со стороны Дуаньфана это было таким же актом гражданского мужества, как и неподчинение ихэтуаньским указам 1900 года. Цыси лично не переносила даже упоминаний о Кан Ювэе и Лян Цичао (об этом свидетельствовало и увольнение Цэня). В период 1906—1908 годов объём переписки Дуаньфана и Ляна превысил 2 миллиона иероглифов. В первую очередь, конституционный проект включал создание ответственного правительства, которое будет вести повседневную административную «текучку», разгружая монарха для дел высшей ответственности — поддержания порядка в стране и за её пределами. Этот же проект предусматривал чёткое разделение полномочий центра и провинций. Пекинское правительство должно было отвечать за военную доктрину и оборону, дипломатические сношения и таможенную автономию, а провинциальные правительства — за экономику и просвещение в своих границах. Все привилегии маньчжуров, отличающие их от ханьцев, должны быть полностью устранены. Последнее Дуаньфан реализовал и на практике: в 1909 году он выдал свою дочь замуж за Юань Кэцюаня — пятого сына Юань Шикая. Таким образом, он не просто породнился с важным союзником, но и объявил о поддержке китайско-маньчжурских смешанных браков.
В 1908—1909 годах в Цзянсу проходили подготовительные мероприятия к открытию первого в Китае Провинциального собрания. Из-за размытости формулировок в законах и неоднозначности толкований процесс крайне затянулся: магистраты перекладывали ответственность на губернатора, а губернатор обращался к конституционной комиссии в Пекине. Почти три месяца заняла переписка о том, могут ли излечившиеся курильщики опиума участвовать в голосовании. 1 апреля 1909 года Дуаньфан руководил первыми в истории провинции Цзянсу выборами в Совещательную палату, которые прошли на высоком уровне. Выборы проводились по куриям: от помещиков и торговцев (59 643 человек с правом голоса) прошло 66 кандидатов, а от крестьян (102 829 избирателей) — 55.
В связи с необходимостью поддержания постоянной связи между уездами, в 1908 году Дуаньфан впервые в Китае стал использовать радио. В апреле 1908 года телеграфная линия между Улу и Чунмином была повреждена зыбучими песками. Поскольку телеграфные линии в Китае были исключительно иностранными, её поддержание ежедневно требовало 150 фунтов стерлингов или 1000 лянов серебром, без всяких гарантий стабильной связи. В этих условиях Дуаньфан распорядился приобрести в немецкой фирме в Шанхае два радиопередатчика, размещённых в Чунмине и Уюе. Были построены две радиобашни высотой в 50 и 30 метров, дававших покрытие в 500 и 350 китайских вёрст-ли, и надёжную радиотелеграфную связь.

### Культура и политика

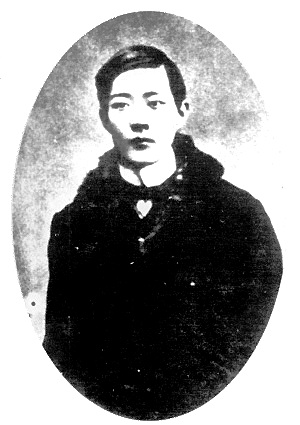
Лю Шипэй — секретарь Дуаньфана в 1909—1911 годах

Дуаньфан стал первым китайским губернатором, который предпринял беспрецедентные усилия по внедрению западных гигиенических и медицинских стандартов в Китае. Он первым издал указы об озеленении Нанкина, Сучжоу и Шанхая, разбил первый в Нанкине общественный парк. Открыли и первую в Цзянсу публичную библиотеку. Также в 1907—1908 годах было введено обязательное сертифицирование городских боен и установлены стандарты при заготовке мяса. Одновременно было проведено городское собрание врачей и установлены критерии их профессиональной деятельности.
Одной из составляющих культурной политики Дуаньфана было использование её в качестве инструмента влияния, причём как при дворе, так и в провинциальном обществе. Клиентельные сети сановника включали образованных представителей элиты, в том числе шэньши, традиционных литераторов, промышленников и купцов. Дуаньфан был искренним патриотом своего сословия и маньчжурской монархии, разделял традиционные конфуцианские ценности, и, вероятно, считал своей миссией возрождение монархии в новых условиях. К началу XX века сословие «знамённых» почти окончательно деградировало и раскололось на ничтожное по численности высококультурное аристократическое меньшинство, которое пользовалось всеми ресурсами империи, и утратившее национальную идентичность большинство, зависимое от содержания из государственного бюджета, необразованное и не имеющее целей в жизни. Китайские революционеры совершенно открыто призывали к физическому истреблению маньчжуров. Дуаньфан в этих условиях предпринял утопическую попытку создать из маньчжуров конфуцианское «дворянство духа», наподобие британских джентльменов или японских самураев. Согласно его мысли, маньчжуры, заимствовав лучшее из китайской культуры, являются большими ханьцами, чем собственно китайцы. Так соединились антикварные интересы Дуаньфана и его политические цели.
Коллекционирование древностей было личной страстью Дуаньфана, которая лишь усилилась в 1900-е годы, когда на посту губернатора он мог пользоваться своим положением и приобретать целые коллекции, а также нанимать на службу признанных знатоков. Учёным он предоставлял должности в своём личном аппарате, устраивал их во вновь создаваемые учреждения или учебные заведения, присуждал стипендии. Чжан Цзюнь перечислила имена 26 учёных эпохи Цин, которые работали с Дуаньфаном в 1900—1909 годах. По её словам, «список этих учёных похож на справочник Who is who». Помимо многих иных, в числе сотрудников Дуаньфана были писатель Цзэн Пу (секретарь по иностранной переписке в 1908—1909 годах) и учёный Лю Шипэй (секретарь в 1909—1911 годах). Через свои антикварные интересы Дуаньфан мог пропагандировать конституционную реформу, в том числе обеспечивая учёным спокойствие и достойное окружение. Одновременно он пользовался своими служебными возможностями: в 1908 году, когда Дуаньфан узнал о найденном на раскопках бронзовом сосуде, он за два дня отправил девять телеграмм, только чтобы не упустить его. По описанию Дж. Фергюсона, Дуаньфан использовал в своей гостиной вместо стульев ханьские бронзовые барабаны, датированные 42 годом до н. э. Дуаньфан в течение длительного времени дружил с великим просветителем Китая Чжан Цзянем и Лян Цичао — выдающимся реформатором китайской науки.
Коллекционирование было для Дуаньфана и средством дипломатии. Во время путешествия 1906 года он обозрел в Нью-Йорке Метрополитен-музей, особенно интересуясь китайскими собраниями. В Чикаго он посетил Филдовский музей естественной истории, прокомментировал хранящуюся там даосскую стелу 726 года, а музей отдарился небольшой коллекцией индейской керамики и плетёными изделиями тлинкитов Аляски. В Берлине Дуаньфан также прочитал публичную лекцию о китайских древностях и в результате смог донести до иностранных корреспондентов идею, что Китай может быть открытым новым веяниям и адаптировать мировой опыт, при сохранении национальной идентичности.

### Дуаньфан и революционеры

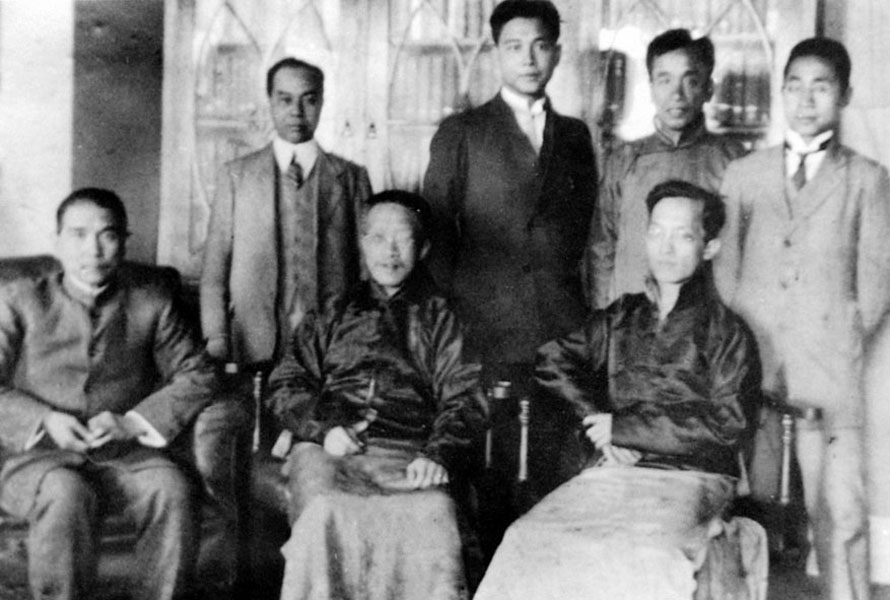
Революционеры: сидят Сунь Ятсен, Чжан Бинлинь, Ху Ханьминь. За ними крайний справа Ван Цзинвэй. Фото 1919 года

Дуаньфан оказался первым маньчжурским сановником, которому удалось привлекать политических радикалов на службу империи Цин. Ярким примером является судьба Лю Шипэя — одного из ярких деятелей антиманьчжурского движения, публиковавшегося в 11 радикальных изданиях. Первое письмо Дуаньфану он отправил ещё в 1904 году: он призывал маньчжуров покинуть Китай, подобно тому, как это сделали монголы в XIV веке. В одной из своих статей он доказывал, что маньчжуры не относятся к той географической и культурной общности, которая обозначается в китайском языке как «Срединное государство» (кит. упр. 中国, пиньинь zhōngguó, палл. чжунго). В 1907 году Чжан Бинлинь пригласил Лю Шипэя в Токио, где тот познакомился с Сунь Ятсеном и вступил в Тунмэнхой, а также стал одним из ведущих публицистов в газете «Минь бао». Он участвовал в проводах Сунь Ятсена в США, на которых присутствовали также Хуан Син, Ху Ханьминь и Ван Цзинвэй. Уже в 1908 году Лю Шипэй поссорился с суньятсенистами; узнав об этом, Дуаньфан пригласил его к себе на службу. Когда он прибыл в Нанкин, ему устроили грандиозную встречу, на которой его приветствовали более 100 учёных. В результате, Лю находился на службе Дуаньфана до самой его смерти, и даже выдал Тао Чэнчжана, одного из основателей Гуанфухуэя и сподвижника Сюй Силиня. Сообщил он и о революционном заговоре в Чжэцзяне и помог арестовать одного из его руководителей — Чжан Цзи. Переход Лю Шипэя в стан династии Цин привёл к развалу токийской группы китайских анархистов и нанёс огромный ущерб китайскому революционному движению.
Своеобразными были и отношения Дуаньфана с Чжан Бинлинем. Этот китайский мыслитель никогда не отличался последовательностью во взглядах, однако во всех проявлениях ему был свойственен радикализм. В 1902 году Чжан организовал в Токио траур по поводу 242-летия завоевания Китая, и призывал повсеместно убивать и изгонять маньчжуров и восстановить «ханьскую расу». Благодаря решительности Дуаньфана, в 1903 году Чжан Бинлинь был арестован и приговорён к трём годам тюрьмы, что сделало его мучеником революционного движения. Освободившись и эмигрировав в Токио, он активно боролся с Лян Цичао, который перешёл на монархические позиции. В 1909—1910 годах Лю Шипэй и Чжан Бинлинь обменялись пятью открытыми письмами, публиковавшимися в радикальной прессе. В этих посланиях Чжан изъявлял желание переехать в Индию и стать буддийским монахом, и просил у Дуаньфана денег, обещая бросить революционеров и сосредоточиться на литературе и культуре до конца своих дней. Общего языка им найти не удалось, но в среде суньятсенистов разразился большой скандал. Ранее, в 1908 году член Гуанфухуэя Чэнь Гунъяо пытался организовать покушение на Дуаньфана, но генерал-губернатор его помиловал из-за близости к Чжан Цзяню — одному из вождей конституционного движения, в благодарность бывший террорист сменил имя, и пользовался им даже после смерти Дуаньфана.

### Реформа образования

#### Негативные последствия образовательной реформы

«Мандаринский класс» в школе Y.M.C.A. в Китае (до 1911 года). Фото хранится в Библиотеке конгресса США

Чжан Цзюнь в своём исследовании политической деятельности Дуаньфана обращала внимание на то, что отмена государственных экзаменов в 1905 году привела к целому ряду негативных последствий, которые ускорили падение цинского режима. Когда Дуаньфан, Юань Шикай и Чжан Чжидун добивались отмены системы кэцзюй, они аргументировали это следующим образом: образование в Китае было исключительно гуманитарным, основанным на заучивании конфуцианского канона на древнекитайском языке, и оно ставило препятствия для развития современной науки, техники и литературы и искусства. Попытка развития альтернативной системы школ и университетов, в которых изучались естественные науки и иностранные языки, не приносила результатов, из-за нацеленности большинства населения на традиционную чиновную карьеру. После отмены экзаменов кандидаты в элиту общества составлялись из двух групп: выпускников китайских школ нового типа и выпускников иностранных учебных заведений. Для студентов, возвращавшихся из-за рубежа, в 1905—1911 годах правительство проводило ежегодные экзамены (всего они прошли семь раз), по результатам которых присуждались традиционные звания и чиновные ранги. Всего квалификацию на этих экзаменах получило 1388 человек, из которых 989 поступили на госслужбу. Выпускники китайских новометодных школ получали более низкие чиновные ранги, но также могли участвовать в конкурсах на должности.
Из-за того, что стоимость обучения в США и Европе была неподъёмной для подавляющего большинства населения Китая, огромной популярностью пользовалась Япония. В 1905 году на обучение туда было направлено 5000 человек (в 1901 году — 266). К началу Синьхайской революции 1911 года в Японии обучалось 38 330 китайских студентов. Минимальный срок обучения для получения степени равнялся трём годам, однако для неимущих существовали краткосрочные программы на 3—7 месяцев. 70 % китайских учащихся посещали именно краткосрочные программы, которые имелись во всех ведущих университетах Страны восходящего солнца. Только Университет Васэда принимал китайцев исключительно на трёхлетние курсы или более продвинутые. В результате из 4000 студентов, которые поступили в этот университет, до конца дошли только 5 %. Как минимум половина китайских студентов в Японии спонсировалась провинциальным правительством. Судя по документам Бюро образования Юньнани, минимальная сумма трёхлетнего обучения составляла 1516 серебряных лянов, из которых 400 — на проезд. Простые подсчёты показывают, что провинциальный бюджет ежегодно тратил миллион лянов на содержание своих студентов в Японии. По Чжан Цзюнь, главная проблема заключалась в том, что эти расходы не приносили отдачи. Большинство китайцев владели японским языком только на начальном уровне, а за три месяца или полгода было немыслимо даже улучшить знание языка, не говоря о каком-то общем образовании. По документам провинции Цзянсу, 70 % китайских студентов поступали на специальности «юриспруденция» и «политология», причём 3-х и 6-месячные курсы даже не требовали сдачи экзаменов по их завершении. Качество знаний выпускников было настолько низким, что в ноябре 1906 года цинское министерство образования было вынуждено согласиться с ужесточением требований японской стороны к отбору кандидатов и аттестации студентов.
Количество китайских студентов, обучавшихся в США и Европе, суммарно составляло 3 % от числа обучающихся в Японии. В архиве Дуаньфана сохранилось около 20 писем студентов-хубэйцев, отправленных в 1903 году в Германию и Францию. Из этой переписки следует, что годичная стоимость обучения в Германии была эквивалентна 6-летнему обучению в Японии. При этом китайцы, уехавшие на Запад, получали как минимум степень бакалавра, для которой следовало обучаться 4 года, а могла быть ещё и магистратура, что в сумме давало уже 5—6 лет. Таким образом, это стоило от 7000 до 9000 серебряных лянов. Этого было достаточно, чтобы обучить по полному циклу (то есть с начального уровня) двух студенток в педагогическом училище Цзянсу. Однако студенты, получившие образование на Западе, получали на государственных испытаниях места выше, чем учившиеся в Японии. На экзаменах 1905 года они заняли 10 первых мест, а в 1906 году — 12. Тем не менее, к 1907 году большинство китайских студентов в лучшем случае находились на середине бакалаврского курса, и ещё не могли быть использованы на службе. Равным образом, не справлялась и система среднего образования. В авангарде реформы шли провинции Чжили и Хунань. Однако в Чжили к 1907 году школьным образованием было охвачено 150 000 человек, что составляло 2,6 % от общей численности населения. В Хунани к 1909 году в школах обучались менее 4 % от общего числа лиц школьного возраста. Но даже эти расходы были слишком тяжелы: Дуаньфан докладывал в 1908 году, что стоимость содержания новых школ в Цзянсу была сопоставима со всем провинциальным бюджетом.
Джозеф Эшерик однозначно утверждал, что радикальная реформа образования и отмена государственных экзаменов принесла цинскому режиму только негативные последствия. Помимо коррупционной составляющей, Китай лишился постоянного источника квалифицированных кадров на государственной службе и (отчасти номинального) социального лифта, позволяющего повышать свой статус на основе интеллектуальных достижений, а не происхождения или богатства. После отмены экзаменов огромное число молодых людей в одночасье потеряли смысл жизни и лишились цели, к которой стремились много лет. Более того, попытка введения экзаменов нового типа привела к тому, что предпочтение отдавалось получившим образование за рубежом. При этом реальное качество их образования в большинстве случае не превосходило выпускников миссионерских школ и ВУЗов в Китае или школ нового типа. Представители купечества или помещиков считали начальное образование недостаточным для продвижения в обществе, а средние и высшие школы были недоступны из-за расходов. В результате с 1904 года в провинциях Цзянсу, Сычуань, Цзянси и Гуандун, обычными стали погромы школ, когда городские и сельские жители уничтожали книги, сжигали парты, избивали учителей и учеников. Тем не менее, Дуаньфан продолжал прежнюю политику в области образования.

#### Цзинаньская академия

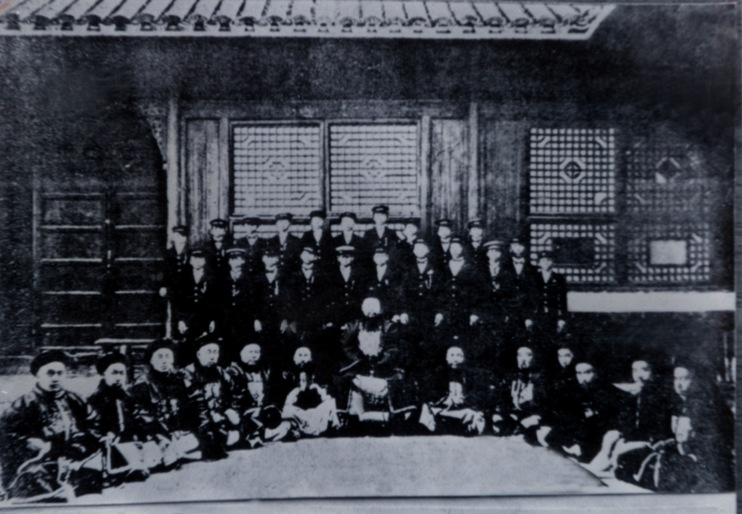
Генерал-губернатор Дуаньфан с первой группой студентов Цзинаньской академии, 1907

Одной из важнейших инициатив Дуаньфана в области образования, стало основание Цзинаньской академии специально для детей китайцев, выехавших за пределы страны. Этот проект имел огромное политическое значение, в том числе относительно изменения внешнеполитических приоритетов Цинской монархии. В XVIII—XIX веках династия Цин проводила политику самоизоляции, которая постепенно разрушалась в результате агрессии европейских держав. Собственно, ещё в 1890-е годы Сюэ Фучэн и Хуан Цзуньсянь докладывали трону, что хуацяо не защищены и многие из них желают вернуться на историческую родину. В 1893 году был подан первый меморандум об изменении отношения к китайским эмигрантам, но он не был воспринят правительством. После провала реформаторской политики 1898 года, китайские общины по всему миру попали под влияние эволюционистов круга Кан Ювэя и революционеров Сунь Ятсена. Цинской монархии предстояло «перехватить» эти процессы. Уже во время путешествия по США Дуаньфан выступал перед китайскими эмигрантами, призывая отказаться от ненависти к маньчжурам.
Сразу после возвращения, Дуаньфан разослал по всем зарубежным китайским общинам листовку, в которой призывал отдавать детей в основанную им Цзинаньскую академию (кит. 暨南学堂, фактически — полную среднюю школу) на полное государственное обеспечение. Особо было прописано, что любой уроженец Китая, хотя бы немного владеющий родным языком, имеет право обучаться в академии, в какой бы стране ни родился. Академия была создана сразу после назначения его генерал-губернатором Лянцзяна в 1906 году. Разместили её по улице Сюэцзясян (ныне Ханькоу-лу) в самом центре города к югу от Барабанной башни. Название было взято из главы «Юй гун» канона Шу-цзин, его выбрал лично Дуаньфан. В марте 1907 года в Нанкин прибыла первая группа китайских студентов из-за рубежа — всего 21 человек. Дуаньфан посылал родителям каждого из них подробный отчёт, и распространял рекламу школы по китайским общинам. Рекламные проспекты включали биографии учителей, расписание занятий и проч. Учебная программа включала китайскую литературу, английский язык, каллиграфию, конфуцианскую мораль, китайскую живопись, историю, географию, естественные науки, музыку и гимнастику. Также имелось футбольное поле и баскетбольная площадка. По уровню владения языком и укоренённости в культуре, а также возрасту, были сформированы три учебные группы. Большинство учеников были гуандунцами, и потому были наняты два наставника — носителя кантонского диалекта. Чтобы школяры побыстрее освоили нормативный китайский язык, в класс были взяты 10 учеников одной из новометодных школ Нанкина. Каждый ученик бесплатно столовался и размещался в общежитии, а также получал за счёт казны два комплекта школьной формы — на лето и зиму. Предоставлялась также бесплатная медицинская помощь, причём на выбор — врач китайской медицины или западной, в зависимости от традиции, в которой росли ученики. Дуаньфан часто посещал школу и общался со студентами, порученными его попечению; если встречал их на улице города, то мог пригласить к себе. В августе 1907 года прибыла вторая партия из 10 китайских студентов, родившихся в Индонезии, и в мае 1908 года — третья партия из 46 учеников. В июне 1909 года в школе было 167 учеников-хуацяо. Подавляющее большинство их было из Нидерландской Ост-Индии, Сиама, Британской Малайи и США, в возрасте 13—14 лет. Было принято решение обучать в соответствии со способностями при обязательном изучении английского языка. Если успехи ученика были невелики, он мог вернуться к месту своего рождения и попытаться сделать карьеру там. Школа сыграла большую роль в пропаганде деятельности Дуаньфана и его авторитету за границей.

## Последние годы жизни (1909—1911)

### Отставка

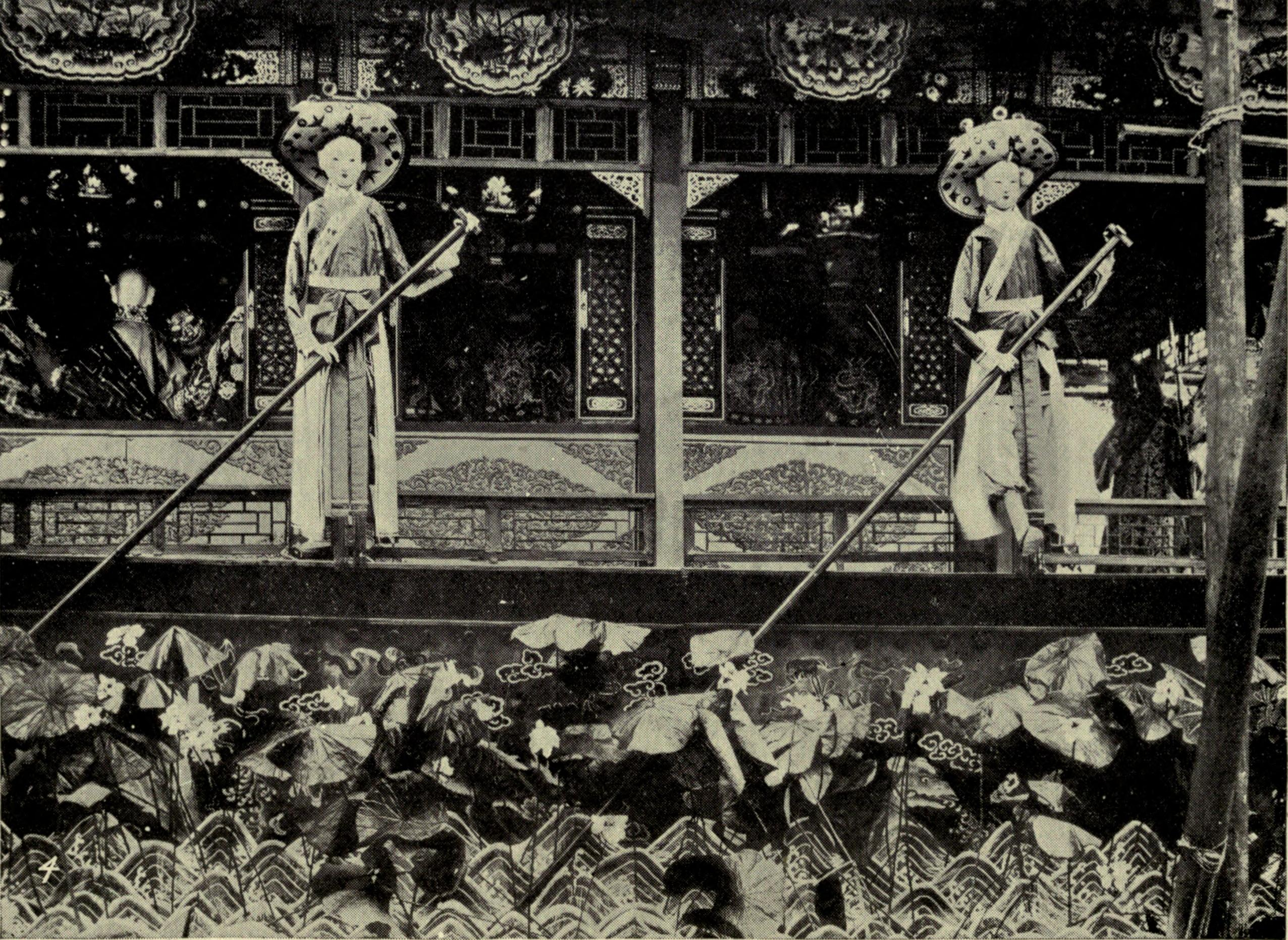
Погребальный ковчег императрицы Цыси

В 1909 году Дуаньфан председательствовал на Международной конвенции по запрещению опиумной торговли, проходившей в Шанхае, что сильно повысило его авторитет в мире. Пика политического влияния Дуаньфан, казалось, достиг летом 1909 года, когда истекал трёхлетний срок его пребывания на посту наместника Лянцзяна. В результате его перевели на повышение генерал-губернатором столичной провинции Чжили, — пост, который ранее занимали Ли Хунчжан и Юань Шикай, уволенный со службы после смерти Цыси. Официальное назначение последовало 28 июня 1909 года. Дуаньфану было всего 48 лет, и он был моложе, чем большинство лиц в этой должности. Кроме того, 4 октября 1909 года скончался Чжан Чжидун, после чего Дуаньфан стал признанным главой придворной партии реформаторов и конституционалистов. Однако всего через три месяца, 26 ноября он неожиданно был снят с должности по обвинению в неритуальном поведении на похоронах вдовствующей императрицы в предыдущем году. Ему вменили в вину то, что он приказал фотографировать шествие, ехал верхом, хотя в знак скорби ему следовало идти пешком, и, наконец, что он приказал протянуть телефонную линию через геомантическое ограждение мавзолея. Все эти обвинения были сугубо надуманными, и его отставка стала большой неожиданностью для иностранных наблюдателей. 3 января 1910 года в New York Times было опубликовано письмо в редакцию профессора Йельского университета Джорджа Лэдда «Смещение Дуаньфана: влияние женщины и эгоистичная династия». В этой статье содержалось обвинение наложнице Ю как главной причине низвершения сановника. Иными словами, речь шла о борьбе императрицы Лунъюй и регента Цзайфэна с жёнами скончавшегося Гуансюя. Цензором по расследованию святотатства Дуаньфана был назначен сын Ли Хунчжана, а фотографы были брошены в тюрьму. Позднее они получили 10 лет каторжных работ каждый.
Согласие Цзайфэна на отставку Дуаньфана было инспирировано тремя меморандумами, поданными с июля по ноябрь 1909 года. В первом из них Дуаньфан предложил регенту назначить Высочайшую комиссию по реформе, с которой Цзайфэн был бы обязан работать по 2—3 часа каждый день. Поскольку регент не ответил, во втором и третьем меморандумах это требование было повторено решительным тоном. Регент не был жёстким человеком, но при этом взгляды Дуаньфана его нервировали. Вдобавок, большинство влиятельных покровителей Дуаньфана были мертвы, а князя Икуана отодвинули на периферию политической жизни. Увольнение Дуаньфана вызывало возмущение всех крупнейших газет Китая, городские выборные комитеты юга Китая отправили коллективную телеграмму с протестом в Императорский совет. В Тяньцзине провозгласили бойкот Чэнь Куйлуню, который сменил Дуаньфана на посту генерал-губернатора Чжили. Однако это не принесло никаких результатов.
После внезапной отставки Дуаньфан вернулся в Нанкин в качестве частного лица. Он не пал духом, и занялся реализацией грандиозного проекта, который был начат ранее.

### Наньянская промышленная выставка 1910 года

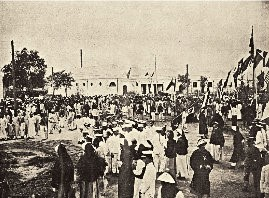
Выставка 1910 года в Нанкине

Будущая Первая всекитайская промышленная выставка была объявлена в 10-й день первой луны второго года Сюаньтун, то есть в феврале 1910 года, и должна была состояться через три месяца. В Нанкине были созданы специальные курсы для персонала выставки, куда набирали людей в возрасте от 19 лет, со средним образованием и выше. Их обучали основам естественных наук, принципам экспозиции и оформления, бухгалтерскому счёту, английскому языку и официальному китайскому языку. К тому времени в Китае уже были проведены выставки достижений хозяйства в Сычуани (1905 года), Тяньцзине (1907) и Учане (1909), однако Дуаньфан поставил целью представить именно всекитайскую экспозицию, которая должна была продемонстрировать конкурентоспособность всей державы и её богатейших провинций. Подготовкой выставки занимались Чэнь Ци и Сян Жуйкунь, причём Чэнь участвовал в работе Всемирной выставки 1904 года в Сент-Луисе. Сян Жуйкунь, уроженец Хунани, окончил промышленное отделение университета Мэйдзи в Токио, а в дальнейшем занял пост президента китайской торговой палаты.
Новшеством при подготовке выставки стало то, что члены подготовительного комитета сами объезжали перспективные провинции и уезды, чтобы в конце 1909 года провести пробные провинциальные показы. На стандартные описания, составляемые местными властями, в комитете не полагались, стремясь увидеть всё своими глазами. Например, в Чжили в августе 1909 года было отправлено 28 инспекторов, каждый из которых должен был обследовать 1 или 2 префектуры, что заняло время до октября. Они получили детальные инструкции для оценки «продуктов, промышленных искусств, художеств и учёных достижений», а также новых производств, и специальные таблицы с рубриками. В результате оценили фарфоровое и ткацкое производства, школы кожевенного дела и полиграфии. Гаоян получил похвалу оргкомитета за обновление основных фондов и реинвестирование прибыли в новые прядильные станки, позволившие отказаться от импорта. Это предлагалось сделать образцом для всего Китая. Оргкомитет стремился привлечь на выставку максимальное число людей: с апреля 1909 года в журнале «Дунфан цзачжи» регулярно публиковали не только рекламу, но и инструкции для потенциальных участников по маркировке продукции, стандартизации заявок и оформления самих экспозиций. В сентябре Сян Жуйкунь возглавил специальную конференцию по маркетологии и логистике, проводимой также впервые в истории Китая.

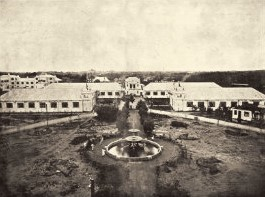
Выставочные павильоны

Сян Жуйкунь распорядился сделать выставку максимально привлекательной для максимально широких слоёв населения, снизив цены на входные билеты по воскресеньям для детей, военнослужащих и студентов (которые носили мундиры), а по субботам — для неимущих. Для них была установлена цена в 1,5 цзяо. Через месяц после открытия выставки стоимость билетов была сокращена на треть, и стали устраиваться тематические экскурсии для школьных групп, хуацяо, иностранных гостей. Была, как минимум, одна крестьянская группа, набранная из «грамотных и опытных» селян. Огромным новшеством стало допущение на выставку женщин. Поскольку лето 1910 года в Нанкине выдалось особенно жарким, на выставке открыли более десятка чайных домиков, где можно было укрыться и отдохнуть; один из них предназначался только для женщин. Чудом выставки было освещение: экспозиция была открыта до полуночи, и тьму рассеивали 4000 электрических фонарей и более десятка тысяч обычных масляных ламп, а входные ворота и главный фасад выставочного дворца были иллюминированы 14 000 электрических лампочек.
В зале изящных искусств был установлен скульптурный бюст Дуаньфана. Один из министров, посещавших выставку, распорядился напечатать свои фотопортреты, и раздавал их зарубежным китайцам, которых встречал. Публику развлекали оркестры, исполнявшие американские марши, а также граммофоны, на которых крутили записи китайской музыки. Дуаньфан распорядился открыть на выставке кинотеатр (первую киноустановку он привёз из Европы ещё в 1906 году). Публику завлекали также армейским аэростатом, который можно было видеть из любой точки города. Военные развлекали публику конными ристаниями. Трамвайная фирма обеспечивала бесплатный проезд от железнодорожного вокзала до дворца экспозиции от двух пополудни до полуночи.
Выставка полностью удалась, и даже имела международный резонанс. В общей сложности в ней участвовали представители 14 стран, показав продукцию 287 фирм. Китай был представлен павильонами 15 провинций. Были продемонстрированы пожарное депо и полностью оборудованная больница скорой помощи, миниатюрная железная дорога. В обзоре, опубликованном в лондонской «Таймс», говорилось, что «Китай готов конкурировать с западными странами по их стандартам». Выставка вновь продемонстрировала финансовые таланты Дуаньфана. На её проведение было привлечено 100 000 лянов серебром из-за рубежа (около 16 % всех расходов), и ещё 250 000 (42 %) — помещиками и торговцами.

### Сычуань — Учанское восстание. Гибель
Жизнь Дуаньфана в 1910—1911 годах можно реконструировать лишь в общих чертах, поскольку сохранилось мало источников, а упоминания о нём нечасты. В августе 1910 года сановник посетил Пекин, будучи приглашённым на свадьбу сына своего кузена — военного министра Жунцина. Ранее встречался он и с Теляном. Этот визит продлился до сентября. В марте — апреле 1911 года Дуаньфан вновь посетил Пекин. Во время пребывания в столице Дуаньфан посещал заседания конституционной ассоциации, приглашали его и в экзаменационные комиссии. Когда 9 июля 1911 года было издано распоряжение составить конституцию Цинской империи, Дуаньфан находился на экскурсии к гробницам династии Мин. В гонконгской газете «Дагунбао» сообщали, что он не имел политических амбиций, зато собирался потратить большие деньги на две новых школы для детей «знамённых». Ранее, 18 мая, Шэн Сюаньхуай рекомендовал трону вернуть Дуаньфана на службу, назначив его в правление Гуандунской железной дороги.
По словам Чжан Цзюнь, князь Цзайфэн, уволив Дуаньфана и отказавшись от услуг Юань Шикая, полностью утратил контакт с городскими элитами в провинции, которые более или менее поддерживали Цинскую династию, и могли предоставить средства для дальнейших реформ, в том числе в вооружённых силах. Эти же элиты, потеряв возможность влияния в столице, стали заметно радикализироваться. В течение 1910 года конституционалисты инспирировали три общенациональных петиции с требованием всеобщих выборов, созыва действующего парламента и избрания ответственного правительства уже в 1911 году. К октябрю было собрано 2 500 000 подписей, в результате чего регент 4 ноября 1910 года вынужден был согласиться на созыв парламента в 1913 году. Но эта уступка последовала слишком поздно. Когда в мае 1911 года было официально назначено ответственное правительство, в его составе (13 человек) оказалось 9 императорских родственников-маньчжуров. Параллельно с лета 1909 года в Сычуани развернулось широкомасштабное движение за строительство национальных железных дорог только силами китайского капитала. Это движение чрезвычайно быстро сделалось политическим.
Когда ситуация в Сычуани полностью вышла из-под контроля, Цзайфэн вернул Дуаньфана на службу: он был назначен генеральным директором железнодорожной компании Гуанчжоу — Ханькоу — Чэнду. В газете «Шэнь бао» сообщалось, что Дуаньфан не хотел принимать этого назначения. Он всячески пытался оттянуть отъезд, совещался с представителями Хунани и Хубэя, и лично Шэн Сюаньхуаем. Затягивался и вопрос о кандидатуре главного инженера. Наконец, 17 июня 1911 года вышел императорский указ о национализации железной дороги. Только 4 июля Дуаньфан покинул Пекин, но по пути задержался в Чандэ, чтобы встретиться с Юань Шикаем. Скандал из-за долей акционирования и контролем над строительством в те дни только разгорался; по-видимому, Дуаньфан видел в этом удобный предлог, чтобы отказаться от назначения. В прессе он не единожды заявлял, что без полного контроля над предприятием ему нечего делать на Юге. Спорным был и вопрос о трассе дороги до Чэнду.
1 сентября 1911 года губернатор Сычуани Чжао Эрсюнь арестовал руководство Общества охраны железных дорог (кит. 保卫团) и в ответ началось всеобщее восстание. Дуаньфану были переданы два батальона (31 и 32-й) 16-й бригады Новой армии провинции Хубэй, которые выступили в Чэнду 23 сентября 1911 года. 7 октября Дуаньфан опубликовал официальную прокламацию, общий смысл которой сводился к тому, что правительство, «беспокоясь о том, что жители Сычуани бедны и строительство окончательно разорит их» национализирует железные дороги провинции: «Оно обойдётся в сумму от 500 до 600 лянов за версту-ли, и до завершения пройдет от 10 до 20 лет». Далее говорилось, что сычуаньцы «не знают, что Северо-Китайская и Пекин-Ханькоуская дороги были построены на иностранные деньги, и они оказались чрезвычайно прибыльными для страны и не привели к потере ни грана независимости». Дуаньфан в этой декларации отказался от традиционной конфуцианской риторики и вынес на первый план экономические интересы нации в целом, а не только властных и экономических элит.
По пути армию Дуаньфана настигли известия о провозглашении в Сычуани независимости (25 сентября) и об Учанском восстании (11 октября). В этих условиях Дуаньфан приказал остановиться на границе Сычуани в Цзычжуне, обдумывая свои действия. В подвешенном состоянии всё оставалось до 13 ноября. 27 ноября его войско взбунтовалось. Позднее были опубликованы свидетельства очевидца — студента-медика из Чэнду по фамилии Лю, который выступил в поход под эгидой Красного креста, и лечил Дуаньфана от бессонницы и ревматизма. В Цзычжуне командующий устроил банкет для своих офицеров, на котором объявил, что половина Китая восстала против власти маньчжуров, и это обессмысливает их поход. Далее он предложил 40 000 лянов за то, чтобы солдаты сохраняли верность до Сианя, откуда Дуаньфан с братом Дуаньцзином последуют в Маньчжурию, «чтобы поклониться императору». Однако, по мнению Лю, ошибкой было то, что командир отдал деньги до благополучного возвращения. Вечером 27 ноября офицеры-маньчжуры разбежались, а ханьцы присоединились к восставшим. Дуаньфан пытался бежать, но был схвачен. По преданию, Дуаньфан пытался взывать к патриотизму солдат, и убеждал, что он не маньчжур, а китаец по фамилии Тао. В известной степени, повторялась история с Эмином — убийцы совершали акт «расовой мести»; возглавлял их офицер по имени Лю Ифэн. При попытке поставить Дуаньфана на колени, сановник сопротивлялся, после чего был обезглавлен и изрублен на куски. Брат — Дуаньцзин — попытался вмешаться, после чего также был обезглавлен. Голову Дуаньфана отправили в Учан в керосиновой банке в знак солидарности с восставшими. Командующий хубэйским гарнизоном Ли Юаньхун вернул останки семье для захоронения. В 1912 году тело было воссоединено с головой и похоронено в Учане по традиционному ритуалу. Далеко не все поверили в смерть столь известного политика, поэтому ещё в январе 1912 года в прессе муссировались слухи, что солдаты вместо Дуаньфана убили свинью, а сам он спасся.
Современники и исследователи нашего времени (Томас Лоутон, Чжан Цзюнь) считали смерть Дуаньфана в известном смысле случайной, и предполагали, что он мог бы сыграть выдающуюся роль в переходе Китая от монархии к республиканскому строю. Ли Юаньхун стал первым республиканским губернатором Хубэя, и несколько раз становился президентом Китайской республики. Один из секретарей Дуаньфана — Вэнь Бинчжун — некоторое время занимал должность министра иностранных дел, а переводчик с английского языка Ши Чжаоцзи входил в состав китайской делегации на Версальской конференции. Юань Шикай же сделался первым избранным президентом республики и на краткое время восстановил монархию.

## Коллекция Дуаньфана

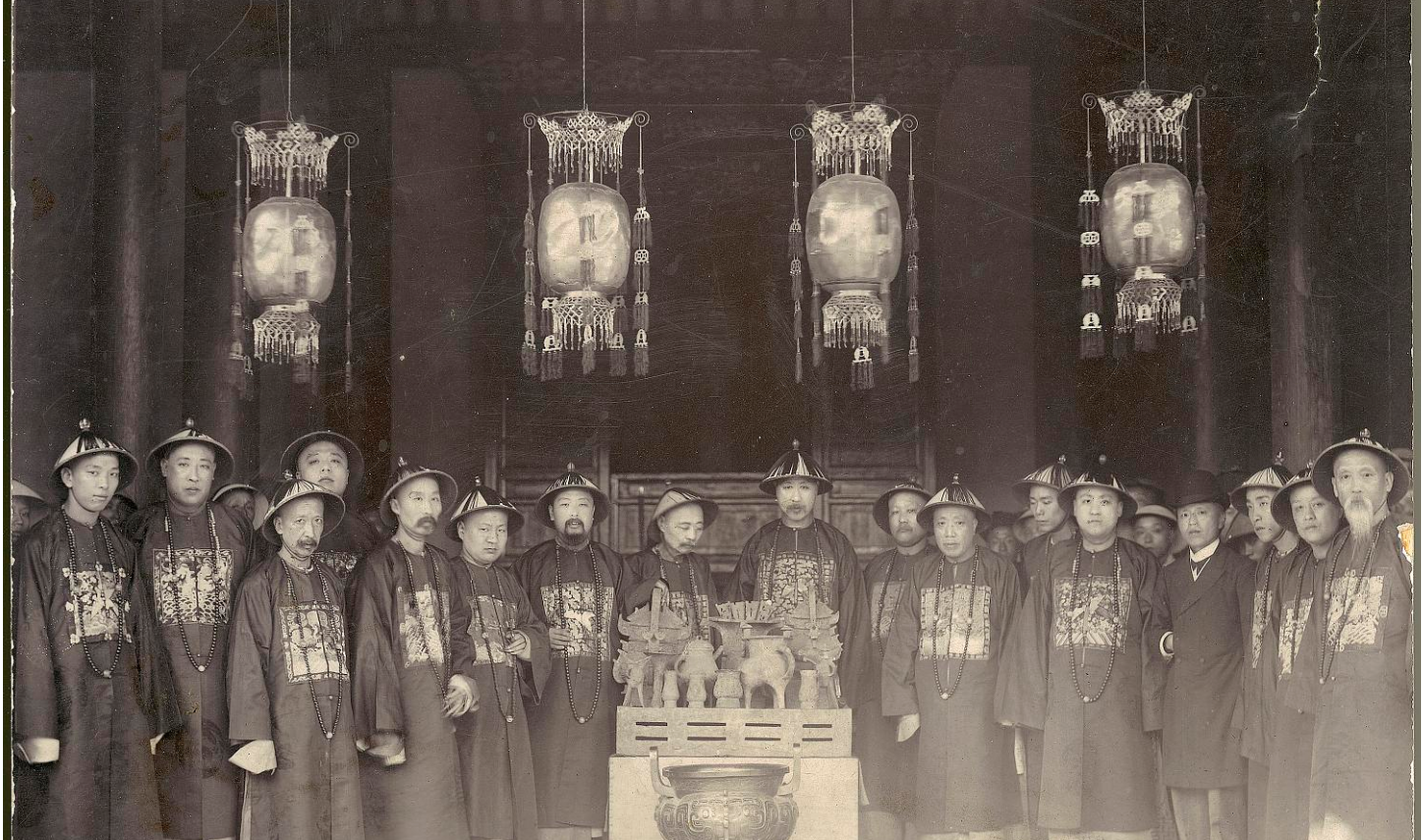
Дуаньфан (седьмой слева) позирует со свитой в музейном зале своей резиденции с алтарным набором Чжоуской эпохи. Фото 1907 года

### Дуаньфан — антиквар
Корреспондент лондонской «Times» в Китае Джордж Моррисон полагал, что Дуаньфан был величайшим знатоком китайских древностей. Легенда о том, как Дуаньфан обратился к коллекционированию древнекитайских бронз, существует в нескольких изводах, которые более или менее излагают один сюжет. Когда он ещё был совсем молодым человеком, то присутствовал на светском мероприятии. Когда он попытался присоединиться к дискуссии о бронзовых инскрипциях и задавал вопросы, знаменитый учёный Ван Ижун выгнал Дуаньфана, заявив, что его место — с пьяными актёрами. Дуаньфан с большим достоинством поклялся, что через три года сможет на равных дискутировать с ним. Действительно, он стал одним из ведущих специалистов «учения о бронзовых сосудах и каменных стелах» (кит. упр. 金石学, пиньинь jīnshíxué, палл. цзиньшисюэ). В предмет интереса китайских антикваров входили также нефритовые изделия, монеты, металлические и каменные зеркала, тушечницы и печати. Методологически китайский антикварианизм был основан на «доказательном изучении» (кит. упр. 考证, пиньинь kǎozhèng, палл. каочжэн), распространившимся в среде конфуцианских учёных XVIII века. Собиранием коллекции Дуаньфан начал заниматься в 1890-е годы, и к 1904 году основные её фонды были в значительной степени сформированы. В 1907 году в своей резиденции в Нанкине Дуаньфан открыл домашний музей и антикварный центр Баохуа ань, коллекции занимали семь обширных залов. В 1908 году был подготовлен каталог коллекции древних бронз Дуаньфана, частным образом изданный под его именем, хотя в действительности над описанием собрания работали не менее шести специалистов. Самому Дуаньфану принадлежало предисловие, в котором он стремился поместить себя в контекст большой традиции. Каталог был первым в Китае изданием, где для репродуцирования древних надписей использовалась фотолитография.

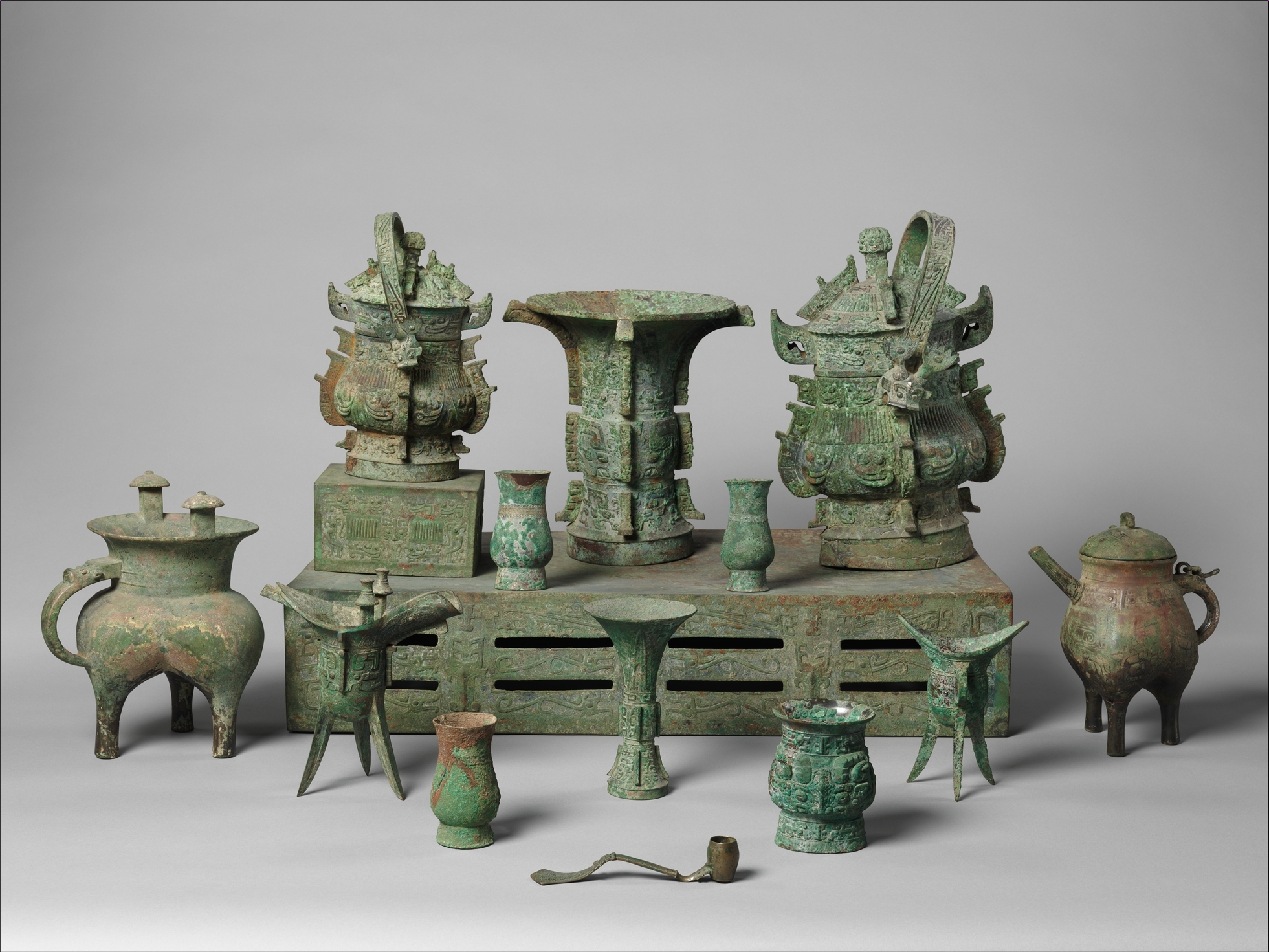
Алтарный набор Чжоуской эпохи (вторая половина XI века до н. э.) из коллекции Дуаньфана. Метрополитен-музей

Дуаньфан стоял у истоков коллекционирования древнейших гадательных надписей на костях, и в некоторых источниках вообще именовался первым приобретателем этих артефактов. Однако сам он не оставил никаких письменных свидетельств о своей коллекции гадательных надписей. Если собрание Ван Ижуна перешло к Лю Э и было им опубликовано, то о собрании маньчжурского сановника долгое время ничего не было известно. Вероятнее всего, гадательные надписи были им приобретены около 1904 года (более 1000 фрагментов). Антиквары продавали фрагменты с древними иероглифами по цене 2,5 ляна за один знак. После кончины Дуаньфана значительная часть его собрания (в том числе иньских костей) перешла к зятю — Юань Кэцюаню, и затем была рассеяна. В 1922 году археологические памятники были проданы в пекинский антикварный магазин «Да гу чжай», и несколько сотен фрагментов были выкуплены археологической секцией отдела синологии научно-исследовательского института Пекинского университета.
Древнейшие бронзовые ритуальные предметы в коллекции Дуаньфана относились ещё к эпохе Шан-Инь. 33-сантиметровый бронзовый сосуд типа ю был описан ещё в каталоге императора Цяньлуна, и потом в описании собрания Дуаньфана. Наиболее ценная часть собрания бронз — чжоуский алтарный набор из 13 сосудов и столика предложения, обнаруженный в Шаньси ещё в 1901 году, — была продана вдовой Дуаньфана Метрополитен-музею. В Дворцовом музее Тайбэя хранится сосуд Мао-гун дин с надписью в 497 иероглифов — самой пространной из всех найденных. В Музее азиатского искусства в Сан-Франциско оказался бронзовый колокол VI века до н. э. с надписью из 117 иероглифов. Фактически, в каждом крупном собрании китайского искусства в мире имеются предметы, прошедшие через коллекцию Дуаньфана.
Антиквар собирал также нефритовые предметы, чей каталог увидел свет в 1936 году. Он был основан на незаконченной рукописи владельца, включал около 150 изделий и был снабжён отсылками к конфуцианским ритуальным описаниям из канонов «Ли цзи» и «Чжоу ли». Коллекция живописи содержала свитки оригинального художника Шитао, и альбом его зарисовок позднего периода. Дуаньфан интересовался эпиграфикой, и в 1903 году выпустил специальную 62-страничную книжку с описанием своей коллекции стел. Это был первый его каталог, ещё лишённый иллюстраций. Из его содержания следует, что коллекция включала образцы от эпохи Хань до династии Юань, и была расположена в хронологическом порядке.
Дуаньфан оказался первым учёным Китая, который получил сведения об исторических находках в Дуньхуане. В мае 1909 года Поль Пеллио, возвращаясь со своими находками в Европу, посетил наместника в Нанкине. Дуаньфан чрезвычайно заинтересовался находками, и велел их сфотографировать или скопировать, а также известил Ло Чжэньюя, находящегося тогда в Пекине.
В 1920-е годы коллекции Дуаньфана были распроданы его наследниками. Основная часть фондов оказалась в США: в Метрополитен-музее, Художественной галерее Фрира и Nelson-Atkins Museum of Art (Канзас-сити).

### Дуаньфан и Древний Египет
В сентябре 2002 года в музее Пекинского университета были выявлены древнеегипетские артефакты из коллекции Дуаньфана, явно приобретённые на местах археологических раскопок. Список его приобретений во время заграничного турне 1905—1906 годов не сохранился, поэтому поиски оказались крайне затруднены. Из его египетской коллекции выделялась стела с изображением царя в двойной короне, приносящего жертву сфинксу-Осирису. Картуши указывают на то, что в образе царя изображена Клеопатра. Надписи на стеле — демотические, что позволило установить, что подобные находки как раз появились на антикварном рынке в начале XX века. Все они происходили из древнего Леонтополиса, похожий монумент хранится в Амстердаме (но с греческими надписями). На второй стеле из коллекции Дуаньфана изображён человек, коленопреклонённый перед божествами Тотом, Мином и Гором, причём указанное имя не имеет аналогов. Дальнейшие поиски привели к обнаружению в 2003 году в музее Гугун других египетских экземпляров из коллекции Дуаньфана, которые хранились там с 1927 года. Это были три расписных деревянных саркофага из Ахмима, датированных птолемеевской эпохой, однако два из них оказались подделками начала XX века. Мумия в подлинном саркофаге не сохранилась. Также в собрании Запретного города были найдены гипсовые слепки с египетских стел, два из них были сделаны с оригиналов из университетского музея. Одна из этих стел (разбитая на несколько фрагментов) хорошо известна египтологам: на ней изображён Парфений — религиозный деятель римской эпохи, который инициировал реконструкцию храма Мина и Исиды в Коптосе. Более 20 её аналогов с демотическими и греческими надписями разбросаны по музеям всего мира. Эту стелу до покупки её Дуаньфаном видел и описал В. Шпигельберг у торговца Касира на каирском базаре.
В Пекинской Национальной библиотеке было обнаружено 60 документов, так или иначе связанных с египетской коллекцией Дуаньфана. В частности, он снимал с египетских стел и рельефов эстампажи, иногда преподносил их друзьям с китайскими каллиграфическими подписями, то есть действовал привычными китайскими антикварными методами. Например, на эстампаже со стелы Клеопатры помещена юмористическая надпись. На эстампе со стелы со сценой жертвоприношения, Дуаньфан добавил важный для понимания его биографии текст. Из него следует, что на обратном пути в Китай, когда пароход конституционной миссии проходил Суэцким каналом, сановник посетил Каир, где и приобрёл «множество древних каменных рельефов». Египетская коллекция Дуаньфана впервые была выставлена в Запретном городе в 2005 году.

## Память
Биография сановника была включена в «Цин ши гао» (цзюань 469). Бумаги Дуаньфана, оставшиеся после его гибели, хранятся в Первом историческом архиве КНР в Пекине. Они включают 979 единиц хранения — переписка, деловая документация, и личные документы. В архиве Дуаньфана сохранились копии каждой полученной и отправленной им телеграммы в период 1901—1911 годов (всего 648 томов); 400 документов в 40 томах были опубликованы в 2005 году. Некоторые телеграммы огромны, включая около 10 000 иероглифов. Ранее, в 1967 году в Тайбэе увидело свет в 4 томах собрание меморандумов Дуаньфана трону. Первую специализированную монографию посвятил личности и наследию Дуаньфана профессор Нанкинского университета Чжан Хайлинь, она вышла в 2007 году. Рецензенты отмечали богатый источниковый материал и взвешенность авторского подхода; рецензии выходили и в центральной китайской прессе, в частности, газете «Гуанмин жибао». На Западе первое объёмное биографическое исследование социальных связей Дуаньфана было представлено в диссертации Чжан Цзюнь, защищённой в 2008 году в Калифорнийском университете (Сан-Диего). По состоянию на 2015 год она так и не была опубликована в виде монографии. Специальные публикации, посвящённые Дуаньфану, в российской синологии были представлены Н. А. Самойловым и Д. Е. Мартыновым, в том числе перевод его официальной биографии.

## Издания каталога коллекции и меморандумов Дуаньфана
- Duānfāng. Táozhāi jíjīn lù : [Каталог ритуальных бронзовых сосудов Таочжая] :  [кит.] / [Дуаньфан]. — Běijīng, 1909年. — Ориг.: 端方《陶齋吉金錄》北京，1909.
- Duānfāng. Duān Zhōngmǐn gōng zòu gǎo : [Черновики меморандумов гуна Дуань Чжунминя (Дуаньфана)] :  [кит.] / [Дуаньфан]. — Táiběi : Weihai chubanshe, 1967年. — 1936 p. — (Jìndài zhōngguó shǐliào cóngkān). — Ориг.: 端方《端忠敏公奏稿》台北，1967，1936页.